# Кашубский язык
Кашу́бский язы́к (устар. поморский язык, поморско-кашубский язык, кашубско-поморский язык, кашубско-словинский язык, кашебский язык; самоназвания: kaszëbsczi jãzëk, kaszëbskô mòwa, kaszёbizna) — западнославянский язык лехитской подгруппы, распространённый в исторической области Кашубия на территории Поморского воеводства, язык кашубов.
В настоящее время кашубский язык в его диалектной форме используют как средство общения в быту по разным оценкам от 50 до 500 тысяч человек в Польше, США, Канаде и некоторых других странах, в ходе переписи 2011 года в Польше кашубский язык назвали родным 106 тысяч человек. В «Атласе языков мира, находящихся под угрозой исчезновения» ЮНЕСКО кашубский отнесён к исчезающим языкам.
С 2005 года кашубский имеет в Польше статус регионального языка на территории Поморского воеводства.
Кашубский язык восходит к исторически самостоятельным диалектам поморских славян (в синхронном плане может рассматриваться как диалект польского языка), он относится к западному ареалу лехитской подгруппы западнославянской группы славянской ветви индоевропейской языковой семьи, по ряду древних языковых явлений отличается от восточнолехитского польского языка и сближается с остальными поморскими диалектами (включая исчезнувшие в XX веке словинский и кабатский) и с вымершим в XVIII веке полабским языком.
Кашубский язык в рамках лехитской подгруппы характеризуется такими отличительными особенностями в области фонетики, как развитие носовых гласных ǫ̆ > ã, ǭ > õ (на письме — ą) и переход ę > į с последующей деназализацией; изменение древних кратких гласных ŭ, ў, ĭ в шва (обозначаемый на письме как ё); изменение древних долгих гласных ō, ē, ā в ó, é, ô; переход согласных k’ > č’, g’ > ǯ’; отвердение мягких согласных s’, z’ и переход мягких согласных t’, d’ в твёрдые аффрикаты с, ʒ (кашубение); наличие в разных диалектах как разноместного (в том числе и подвижного), так и фиксированного (инициального и парокситонического) типов ударения.
К морфологическим особенностям кашубского языка относят сохранение старых морфем двойственного числа в системе имён и местоимений; сохранение флексии творительного падежа множественного числа существительных -ama / -ami и прилагательных -ima / -imi; распространение флексии -ów в родительном падеже множественного числа существительных всех родов; адъективное склонение существительных среднего рода типа żёcé «жизнь» (форма родительного падежа — żёcégò); утрата различий по роду у предикативных кратких форм прилагательных; сохранение флексии глагола 1-го и 2-го лица множественного числа настоящего времени и повелительного наклонения -mа / -mё, -ta / -ce; архаичная парадигма глагола bёс «быть» и глаголов типа zamiôtaję, zamiôtôsz «подметаю, подметаешь»; архаичные формы императива типа niesё «неси»; наличие трёх способов образования форм глаголов прошедшего времени и т. д. В области лексики отмечается наличие большого числа германизмов.
Современный ареал кашубского языка включает севернокашубский, среднекашубский и южнокашубский диалекты, в последнем выделяются юго-западные и юго-восточные говоры.
Литературный стандарт кашубского языка до сих пор находится в стадии формирования, поэтому нет ясности относительно его норм и диалектной основы. В развитии идеи литературного кашубского языка выделяется три периода: предвозрожденческий (начало XV — первая половина XIX века), возрожденческий (40—50-е годы XIX века) и связанный с возрожденческим поздний период (XX век).
Письменность на основе латинского алфавита.
Самый древний памятник письменности на польском языке с кашубскими особенностями — так называемые Dutki brzeskie 1402 года, первые письменные документы и литература на собственно кашубском появляются только в XIX веке.

## О названии
Кашубы, как часть вендского населения Померании, отличающегося от остальных вендов не только местом расселения, но и особенностями языка, упоминаются в хронике Томаша Кантцова, датируемой приблизительно 1536 годом. Первые достоверные сведения о языке славянского населения Гданьского Поморья появляются в переводах религиозной литературы XVI—XVII веков, сделанных пастором из Бытува Шимоном Крофеем и пастором из Смолдзино Михалом Мостником, — в них название языка звучит как «славенский» (slawięsky) либо «словенский» (słowięski). На рубеже XVIII—XIX веков и в течение всего XIX века язык поморских славян известен уже как «язык кашубов», «язык словинцев и кашубов», «кашубский язык». В научной литературе упоминалось также такое название, как «кашубско-словинский язык», — этот вариант лингвонима употреблялся в названии первого кашубского журнала «Защита кашубско-словинского языка» (кашубск. Skôrb kaszébsko-slovjnskjè mòvé), который выпускал в 1866—1868 годах Флориан Цейнова. В ранних работах Ф. Цейнова применял к кашубскому языку термин «поморско-славянский диалект» или «поморско-славянское наречие» (пол. dialekt pomorsko-słowiański, pómórzko-słovjanskje narzecze). Кроме того, в России в XIX веке было распространено теперь уже устаревшее название «кашебский язык».
Помимо названия «кашубский язык», с конца XIX века до 1920—1930 годов XX века получили распространение такие варианты лингвонима языка кашубов, как «поморский язык», «поморско-кашубский язык», «кашубско-поморский язык» (польск. język pomorski, pomorszczyzna, język pomorsko-kaszubski, język kaszubsko-pomorski). Название «поморский язык» встречается, например, в работах того времени у Стефана Рамулта (Słownik języka pomorskiego czyli kaszubskiego 1893 года), у Фридриха Лоренца (Zarys ogólnej pisowni i składni pomorsko-kaszubskiej 1911 года, Geschichte der Pomoranischen (Kaschubischen) Sprache 1925 года, Gramatyka Pomorska 1927—1937 годов) и у других авторов, Стефан Рамулт называл термины «кашубский» и «поморский» синонимами. Варианты лингвонима, включающие слово «поморский», хотя и отражают преемственность языка кашубов с языком племени поморян, связывая его с названием древнего государства поморян в прошлом (Pomorania, Pomerania) и названием края Поморье в настоящем (польск. Pomorze, кашубск. Pòmòrskô, нем. Pommern), являются в некоторой степени искусственными. Самоназванием языка кашубов всегда оставался лингвоним «кашубский язык», а название «поморский язык» никогда кашубами не употреблялось.
В настоящее время для языка кашубов используется практически лишь одно название — «кашубский язык» (кашубск. kaszëbsczi jãzëk, kaszёbizna, kaszëbskô mòwa, польск. kaszubszczyzna, język kaszubski, англ. Kashubian, Cashubian, Cassubian, нем. Kaßubisch / Kassubisch, фр. le cachoube), происходящее от самоназвания носителей языка — кашубы (кашубск. Kaszёbi, польск. Kaszubi). В работах польских исследователей кашубского языка нередко встречается название «кашубский диалект» (польск. dialekt kaszubski) или «кашубский этнолект» (польск. etnolekt kaszubski), подчёркивающее взгляд на статус данного идиома.
Название Кашубия (кашубск. Kaszëbë, реже неологизм Kaszëbskô; польск. Kaszuby) впервые появляется в булле папы Григория IX от 12 марта 1238 года. Станислав Куйот выводил это название из исчезнувшего слова kaszuby «неглубокая вода, поросшая высокой травой». Александр Брюкнер предложил иную этимологию: от названия одежды szuby с редкой приставкой ka-. Сходная этимология, связывающая происхождение слов Кашубия и кашубы с названием одежды, известна с давнего времени, её высказывали историк Ян Длугош в XV веке и проповедник Кшиштоф Целестин Мронговиуш в XIX веке.

## Лингвогеография

### Ареал и численность

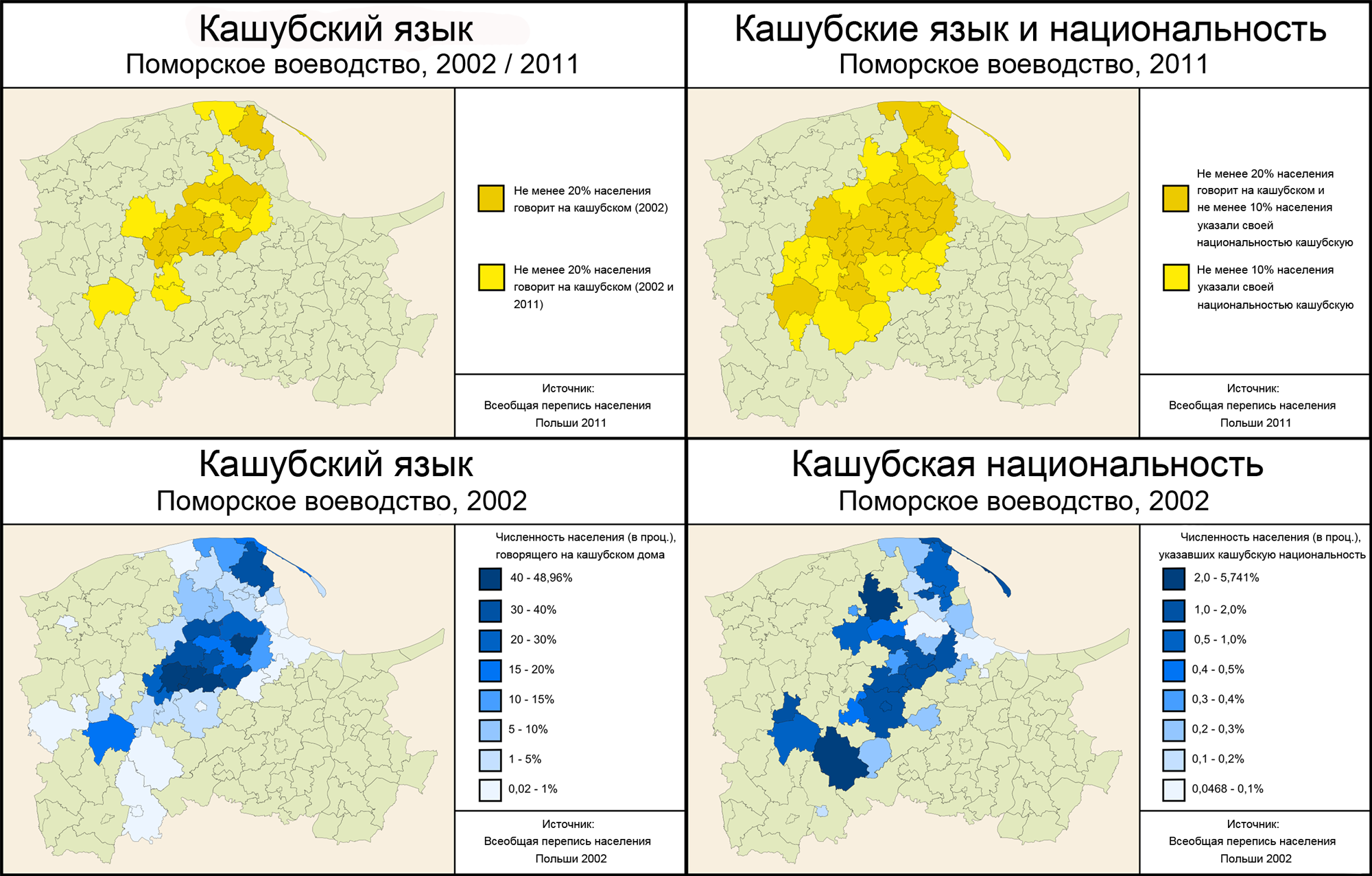
Распространение кашубского языка и численность кашубов в гминах Поморского воеводства по переписям 2002 и 2011 годов

Основной ареал кашубского языка — историческая область Кашубия на севере Польши — часть Гданьского Поморья (северные и центральные районы Поморского воеводства к западу от Гданьска). Северную границу данного региона образует побережье Балтийского моря от устья реки Пясницы на западе до Хельской косы на востоке (включая территорию косы без города Хели и его окрестностей), на востоке граница проходит с севера на юг по побережью Гданьского залива до города Гданьска (в устье Вислы), затем от Гданьска в юго-западном направлении до города Черска. На юге граница Кашубии проходит в верховьях реки Брды по линии Черск — Сворнигаце, западная граница продвигается в северо-восточном направлении от села Липницы на юге до устья Пясницы на севере, частично включая окрестности Лемборка и Бытува. Небольшое число носителей кашубского отмечается среди потомков кашубских иммигрантов в Канаде, США, Германии и других странах.
Современная территория Кашубии занимает восточную часть Поморья (в прошлом Поморье было полностью заселено славянами, в XII—XIII веках их ареал достигал на западе реки Парсенты и города Колобжега). С момента завоевания Поморья немцами в течение нескольких сотен лет область распространения поморских диалектов и численность их носителей постоянно сокращались, к началу XX века единственными оставшимися представителями поморян были кашубы, они составляли большинство только на Гданьском Поморье. На части своей этнической территории, в основном в небольших анклавах среди сплошного ареала с немецкоязычным населением (в Слупском, Бытувском, Лемборкском, Члухувском и Мястецком повятах в Западной Пруссии), кашубы остались как меньшинство; на части — полностью подверглись германизации. Так, например, кашубы (включая словинцев и кабатков), жившие ещё в XIX веке в приморском поясе от озёр Лебско и Гардно до Жарновецкого озера, были онемечены полностью к середине XX века. Лишь только после Второй мировой войны территория расселения кашубов стала расширяться на запад (в Слупский, Бытувский и другие повяты) и на восток (на территорию бывшего Вольного города Гданьска).
В настоящее время носители кашубского языка живут преимущественно в сельской местности, они населяют полностью или частично несколько повятов Поморского воеводства (по современному административно-территориальному делению Польши): Пуцкий (гмины которого расположены на берегу Балтийского моря), Вейхеровский, Картузский, Косцежский, часть Бытувского, Хойницкого, Гданьского и Лемборкского. Наиболее важными историко-культурными центрами кашубов являются Гданьск, Картузы, Вейхерово и Косцежина.
По данным на начало XX века, опубликованным Ф. Лоренцем, общая численность кашубов в Поморье составляла 146,4 тыс. человек.
По оценке Зузанны Тополинской, к 1980 году численность говорящих на кашубском языке составляла около 150 тысяч человек.
По данным социологического исследования, проведённого Мареком Лятошеком (Marek Latoszek) во второй половине 1980-х годов, в Гданьском Поморье насчитывалось 332 тысячи кашубов и около 184 тысяч так называемых «полукашубов» (к ним относились те представители кашубского общества, которые не говорили по-кашубски, но относили себя к кашубам или знали о своём кашубском происхождении, или являлись потомками смешанных польско-кашубских браков) — таким образом, общая численность кашубов определялась в 0,5 млн человек, из которых около 300 000 человек говорили на кашубском языке. Похожие данные приводил в своих исследованиях 1997—2004 годов Ян Мордавский (Jan Mordawski), по его подсчётам, численность кашубов на Гданьском Поморье составила 390 509 человек, а «полукашубов» — 176 228.
По данным переписи 2002 года, в Польше, кашубами себя назвали только 5 062 человека, при этом 52 665 человек заявили, что говорят на кашубском языке (из них 49 855 человек — поляки, 2690 — кашубы и 34 — немцы). По данным переписи 2011 года к кашубам в Польше себя отнесли 228 000 человек, в том числе 16 000 определили принадлежность к кашубам как к единственной нации, 1000 назвалась кашубами как первой нацией при наличии второй, а 211 000 определили кашубскую нацию как вторую (из них все 212 000 человек наряду с кашубской в качестве первой или второй назвали польскую нацию). Родным языком кашубский назвали в 2011 году уже 106 000 человек. В Канаде численность кашубов определяется по разным данным от 10 000 до 20 000 человек. В XIX веке около 25 тысяч кашубов уехало в Канаду, главным образом, в провинцию Онтарио, около 90 тысяч переселилось в США, около 15 тысяч в Бразилию. Кроме того, кашубы эмигрировали в такие страны, как Германия, Франция, Великобритания, Австралия и Новая Зеландия. Точные данные о сохранении кашубского языка потомками иммигрантов в большинстве из этих стран отсутствуют.

### Статус и социолингвистические сведения
Поляки долгое время считали кашубский язык диалектом польского языка. В качестве аргумента им служила не только лингвистическая близость двух языков, но и то, что кашубы в политическом плане всегда были частью Польши. К тому же сыграло роль и то, что кашубский вплоть до сегодняшнего времени на практике ведёт существование диалекта, так как ограничен в основном устным общением и располагает лишь немногими литературными произведениями.
На рубеже XIX и XX веков разгорелась оживлённая научная дискуссия о статусе кашубского. Началась она публикацией в 1893 году кашубского словаря С. Рамулта, во введении к которому автор отрицал существование лехитских языков и предлагал делить западнославянские языки на четыре группы: чехословацкую (моравскую), польскую, сербскую и поморскую (поморско-полабскую, или балтовендийскую (bałtowendyjska grupa)), признавая кашубский отдельным языком. Против взглядов Рамулта выступил И. А. Бодуэн де Куртенэ, который утверждал, что кашубский ближе к польскому, чем чешский к словацкому или украинский к русскому, а также, что в кашубском просматриваются основные черты польской языковой области, и в кашубском они даже ярче представлены, чем в самом польском. В связи с этим И. А. Бодуэн де Куртенэ написал, что «кашубский язык есть во многих отношениях plus polonais que le polonais même», то есть более польский, чем сам польский. Немецкий учёный Ф. Лоренц, как и С. Рамулт, полагал, что кашубский не является польским диалектом и что он ближе к полабскому языку, чем к польскому. Ф. Лоренц также писал, что кашубский сблизился с польским в результате сильного польского влияния, зато южнокашубский диалект, возможно, первоначально был польский, но затем на него сильно повлиял севернокашубский диалект. Таким образом, уже на рубеже XIX—XX веков сложилось два противоположных взгляда на статус кашубского: первый, о котором упоминалось уже в работах Александра Гильфердинга, поддержанный Августом Шлейхером и Луцианом Малиновским, а затем и С. Рамултом и Ф. Лоренцем, допускал деление лехитских на восточную (или польскую) и западную (поморский и полабский языки) ветви, в соответствии с чем кашубский (поморский) рассматривался как самостоятельный язык; сторонники второго взгляда (Адам Крыньский, Леон Бискупский, Густав Поблоцкий и другие) причисляли кашубский к диалектам польского языка.

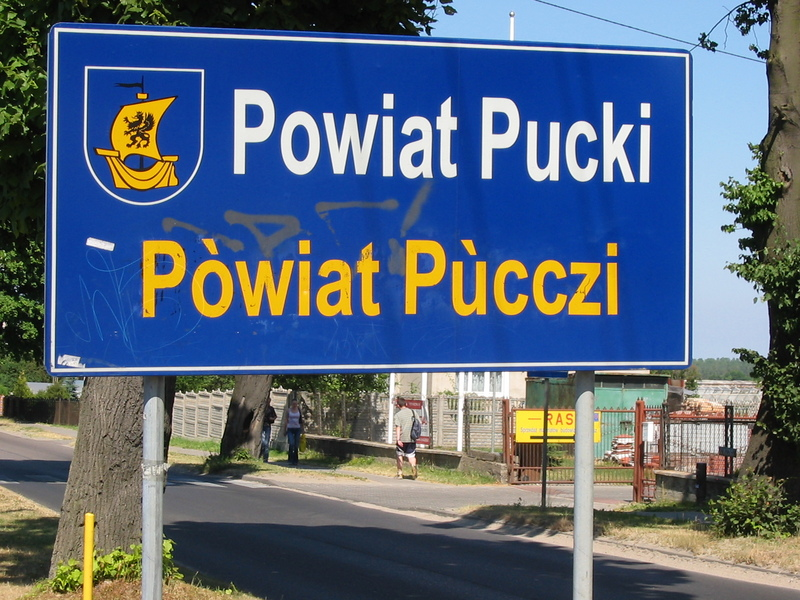
Двуязычный знак «Пуцкий повят» на польском и кашубском языках. Пуцк, Польша

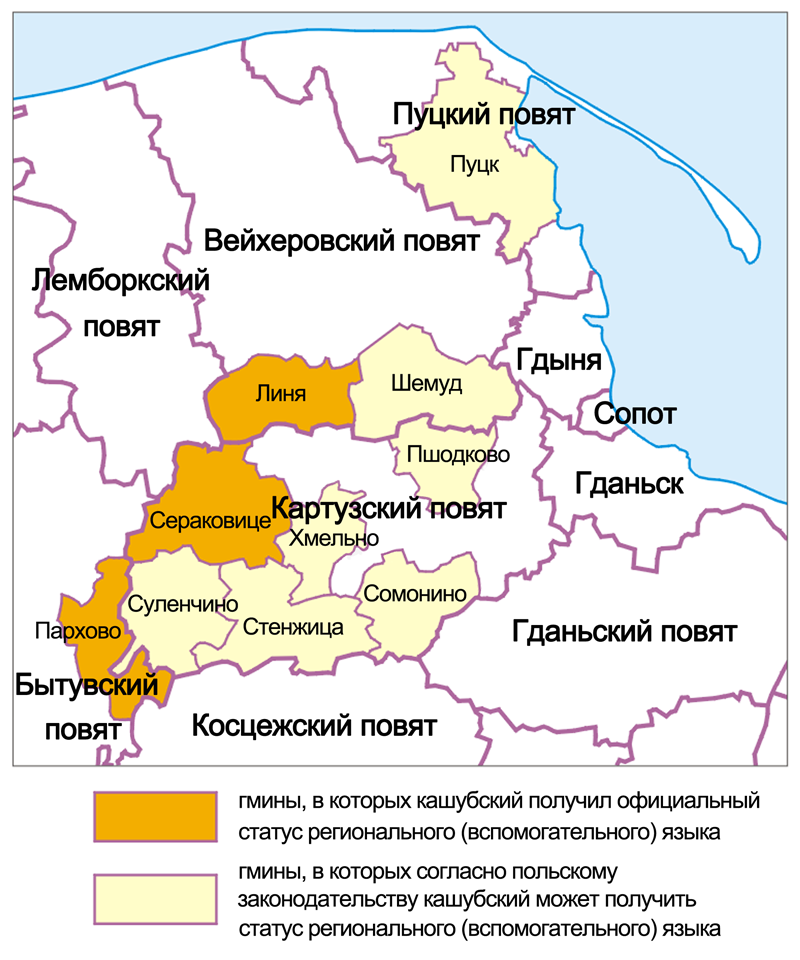
Использование кашубского языка как вспомогательного на территории гмин Поморского воеводства с численностью носителей кашубского более 20 % (на 2012 год)

На протяжении почти всего XX века, особенно в польском языкознании, кашубский рассматривался преимущественно как диалект польского языка (при этом подчёркивалась его генетическая самостоятельность), выражением этого взгляда было выступление польского лингвиста Кароля Дейны в 1991 году на конференции в Гданьске на тему «Языковой статус кашубского» (Status językowy kaszubszczyzny), на которой он, опираясь на работы таких диалектологов, как Казимир Нич, Здзислав Штибер и многих других, поддержал традиционную точку зрения о том, что кашубский является одним из польских диалектов. В то же время ряд учёных отстаивали иной взгляд, согласно которому кашубский представляет отдельный от польского лехитский язык. Вопрос языкового статуса кашубского остаётся дискуссионным и до настоящего времени, тем не менее, с начала 1990-х годов всё шире начинает распространяться признание кашубского самостоятельным языком. И связано это не только с наличием у кашубского тех или иных лингвистических особенностей, отличающих его от польского языка, но также и с отражающими процесс становления кашубского регионализма развитием кашубской литературы, распространением средств массовой информации на кашубском, использованием кашубского в школе и в церкви, с переводом на кашубский и изданием религиозной литературы, изданием словарей; появлением кашубских региональных организаций, ставящих целью в том числе и возрождение кашубского самосознания у носителей языка и т. д. Наконец, в Польше кашубский язык получает правовой статус согласно закону от 6 января 2005 года о национальных меньшинствах и этнических группах, который определяет его как региональный язык. Согласно этому закону, для охраны, развития и распространения кашубского языка стали выделяться средства как из государственного бюджета Польши, так и из бюджета Европейского союза, появилась возможность употребления кашубского языка в официальной сфере в качестве вспомогательного (język pomocniczy). Как вспомогательный (который употребляется при обращении в административные учреждения, в образовании, на официальных вывесках, указателях и т. д.) кашубский язык может быть введён в ряде гмин Поморского воеводства, в которых численность населения, продекларировавшего своим родным языком кашубский, согласно переписи населения 2002 года превышает 20 %:
- гмина Пшодково Картузского повята — 49,0 %;
- гмина Суленчино Картузского повята — 48,6 %;
- гмина Стенжица Картузского повята — 43,2 %;
- гмина Сераковице Картузского повята — 39,9 %;
- гмина Сомонино Картузского повята — 30,8 %;
- гмина Хмельно Картузского повята — 34,8 %;
- гмина Линя Вейхеровского повята — 35,5 %;
- гмина Пуцк Пуцкого повята — 30,9 %;
- гмина Шемуд Вейхеровского повята — 26,3 %;
- гмина Пархово Бытувского повята — 22,3 %.

Впервые возможностью ввести кашубский язык как вспомогательный воспользовались власти Парховской гмины Бытувского повята, после них кашубский признан вспомогательным в гминах Линя Вейхеровского повята и Сераковице Картузского повята.
1 июня 2009 года в Польше начала действовать Европейская хартия региональных языков или языков меньшинств, закрепившая права кашубов на использование родного языка в официальной сфере.
В прошлом кашубы наряду с родным языком также пользовались немецким (в 1772—1918 годах он был языком администрации и школьного образования), на юге Кашубии пользовались и немецким, и польским (как церковным языком), в некоторых районах были распространены нижненемецкие диалекты. В настоящее время кашубы живут в условиях полного кашубско-польского двуязычия, при этом большинство кашубов владеют польским в форме регионального варианта литературного языка. Во всех сферах жизни кашубов, кроме бытового общения, употребляется в основном польский язык. Тем не менее, кашубский хоть и незначительно в сравнении с польским, но используется в создании художественной литературы, в издании периодики, в церкви, на радио и телевидении, в образовании, что во многом способствует постепенному формированию единых норм кашубского литературного языка, однако литературный стандарт в силу значительного внутреннего диалектного разнообразия и ограниченной области функционирования кашубского до сих пор окончательно не выработан.

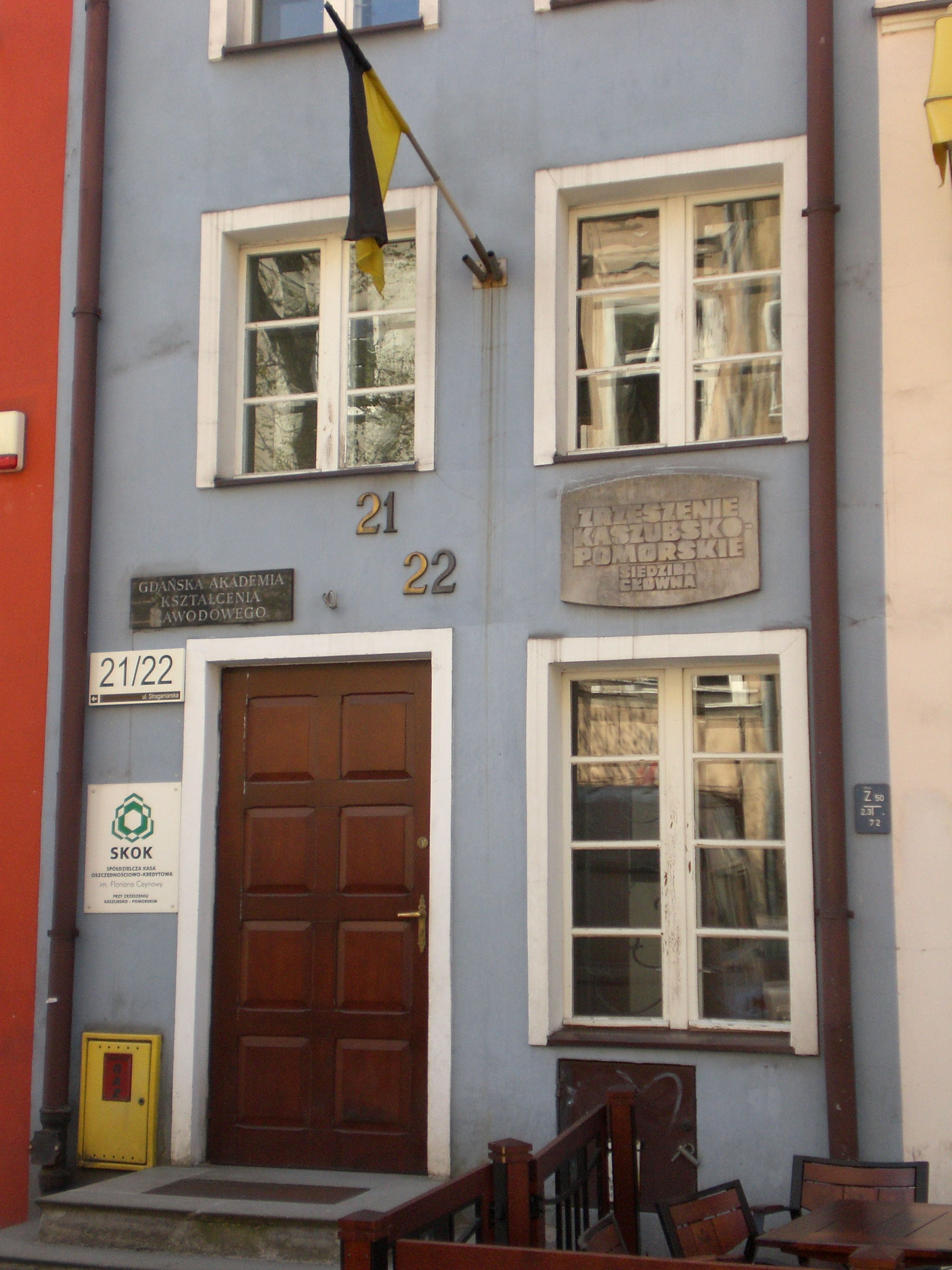
Здание в Гданьске, где находится администрация «Кашубско-Поморского объединения» (Zrzeszenie Kaszubsko-Pomorskie)

Одной из важнейших составляющих в сохранении и развитии кашубского языка является возможность изучения его в школах. Причинами сложностей в реализации обучения родному языку до недавнего времени были как вопросы, связанные с организацией обучения, отсутствие программ, обучающей литературы, квалифицированных преподавателей, так и скептическое отношение к введению такого предмета со стороны родителей учеников. Кроме того, до 1996 года отсутствовала единая кашубская письменность. Начиная с 1991 года, когда изучение кашубского было введено в программу Кашубского общеобразовательного лицея в Брусах и начальной школы в селе Глодница в гмине Линя, силами общественно-культурной организации Поморья «Кашубско-Поморское объединение» (Zrzeszenie Kaszubsko-Pomorskie) проблемы, препятствующие обучению родному языку, постепенно стали решаться. В 1992 году издаётся первый учебник кашубского языка для студентов, в 1996 году унифицируется кашубская орфография на базе изданных в 1975 году «Основ кашубского правописания». Число школ (главным образом начальных школ и гимназий), в которых изучается кашубский, стало расти, к 2003/04 учебному году кашубский изучало 4780 детей в 81 школе; в конце 2005 года в около 100 начальных школ кашубский изучали 5196 учеников, в 27 гимназиях — 1345 учеников — и в 3 средних школах — 261 ученик. В 2005 году кашубский впервые сдавался на выпускных экзаменах в лицее села Стшепч гмины Линя. Кашубский язык изучается как факультативный предмет в Гданьском университете. Открыты разного рода курсы для подготовки учителей кашубского языка, в Институте польской филологии Гданьского университета с 2009 года введена специальность учителя польского и кашубского языков и кашубской культуры. Кашубистика является одной из специальностей вместе с английской и германской филологией в Картузском филиале Гуманитарно-экономической академии в Лодзи. Ведутся разработка школьных программ, подготовка и издание учебников. Важнейшее значение для изучения кашубского языка в школах имеет издание в 2005 году кашубского словаря (Słowôrz kaszëbsczi normatywny), подготовленного Эугениушем Голомбеком, а также издание в 2003 году в полной редакции словаря С. Рамулта (Słownik języka pomorskiego, czyli kaszubskiego), подготовленного Ежи Тредером. Координацией работ, связанных с образованием в кашубском регионе, занимается Отдел просвещения (Zespół Oświaty), находящийся в структуре «Кашубско-Поморского объединения».
Широко распространено музыкальное творчество на кашубском языке, помимо десятков фольклорных коллективов, народных хоров и оркестров, существуют также молодёжные группы и исполнители, представляющую современную музыку на кашубском: CHëCZ, Wãdzëbôczi, C.Z.A.D, Дамрока Квидзинская и Damroka, The Rozmish, The Damrockers и т. д., в том числе сочетающие кашубскую поэзию с элементами джаза (группа Kutin).
Начиная с середины XIX века, на кашубском языке создаются литературные произведения, так, например, после Второй мировой войны насчитывалось около сотни литераторов, публиковавших свою поэзию и прозу на кашубском. Наиболее известным произведением на кашубском языке является роман Александра Майковского «Żëcé i przigodë Remusa» («Жизнь и приключения Ремуса»), изданный в 1938 году. В современной Кашубии существует традиция проведения литературных конкурсов, в частности, конкурс Рышарда Стрыйевского в Лемборке (konkurs im. Ryszarda Stryjewskiego), конкурс Изабеллы Трояновской (konkurs im. Izabelli Trojanowskiej), организованный редакцией журнала Pomerania, конкурс Яна Джежджона в Вейхерове (konkurs Literacki im. Jana Drzeżdżona) и другие. Пьесы кашубских авторов, а также классиков мировой литературы (например, пьеса «Укрощение строптивой» Уильяма Шекспира, переведённая на кашубский), ставятся в театрах Гдыни, Гданьска, Слупска, Пархова и других городов и сёл.

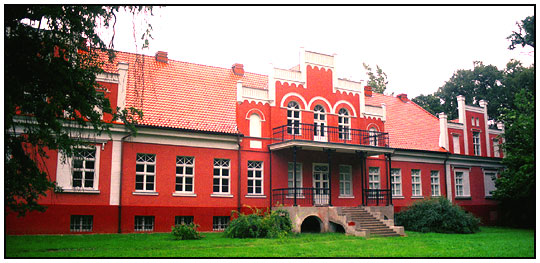
Музей кашубской письменности и музыки в Вейхерове, в котором хранится одна из крупнейших коллекций экспонатов, связанных с кашубским языком

До 1989 года почти все печатные издания на кашубском выпускались издательством «Кашубско-Поморского Общества» (всего было издано 350 книг и другой печатной продукции общим тиражом около 1 млн экземпляров). Основным издательством кашубской литературы после 1990 года также остаётся «Кашубско-Поморское Общество», кроме него, стали печатать книги на кашубском частные издательства (Oficyna Czëc, Wydawnictwo Region z Gdyni, Wydawnictwo ROST, Wydawnictwo BiT, Wydawnictwo Nowator), научные общества, музеи, органы местного самоуправления (краеведческая литература), учебные заведения (Гданьский университет и Слупская Поморская академия), местная пресса (Kurier Bytowski, Gazeta Kartuska и другие газеты), школы, церковные приходы и епархии (Wydawnictwo Bernardinum), библиотеки и т. д.
В настоящее время в периодической печати Поморского воеводства публикуются материалы на кашубском языке, в том числе в журнале Pomerania, предшественником которого был журнал Biuletyn Zrzeszenia Kaszubskiego, основанный в 1963 году, а также во множестве местных газет, печатающихся по несколько в каждом кашубском повяте. В одной из самых многотиражных газет региона Dziennik Bałtycki печатается вкладка Norda на кашубском языке.
На кашубском языке выходят в эфир радио- и телепередачи. Телевидение Гданьска (Telewizja Gdańsk) с 1990 года два раза в неделю транслирует 25-минутную передачу Rôdno Zemia. На Radio Gdańsk еженедельно выходят в эфир 55-минутная передача Na bòtach ë w borach и вечерняя информационная программа Klëka. На Radio Koszalin транслируются ежевечерняя программа Magazyn Kaszubski (15 минут) и еженедельные программы Wiodro na weekend и Serwis kaszubski. Проблематике кашубского региона посвящены передачи местных радиостанций Radio Kaszëbë и Radio Weekend. Кроме того, существуют различного рода интернет-издания на кашубском языке.
На кашубском также частично ведётся богослужение со второй половины 1980-х годов (для чего были переведены и изданы религиозные книги, включая и перевод Библии в 1993 году), в Высшей духовной семинарии (Wyższe Seminarium Duchowne) в Пельплине действуют курсы кашубского языка для священников.

В некоторых городах (например, Ястарня) используются двуязычные дорожные указатели и вывески.
Вопросами регулирования норм и употребления кашубского языка в различных сферах (образовании, средствах массовой информации и т. д.) с 2006 года занимается Совет кашубского языка (Rada Języka Kaszubskiego) при «Кашубско-Поморском Обществе».
В 2003 году кашубскому языку был дан международный трёхбуквенный код CSB согласно норме ISO 639-2.

### Диалекты

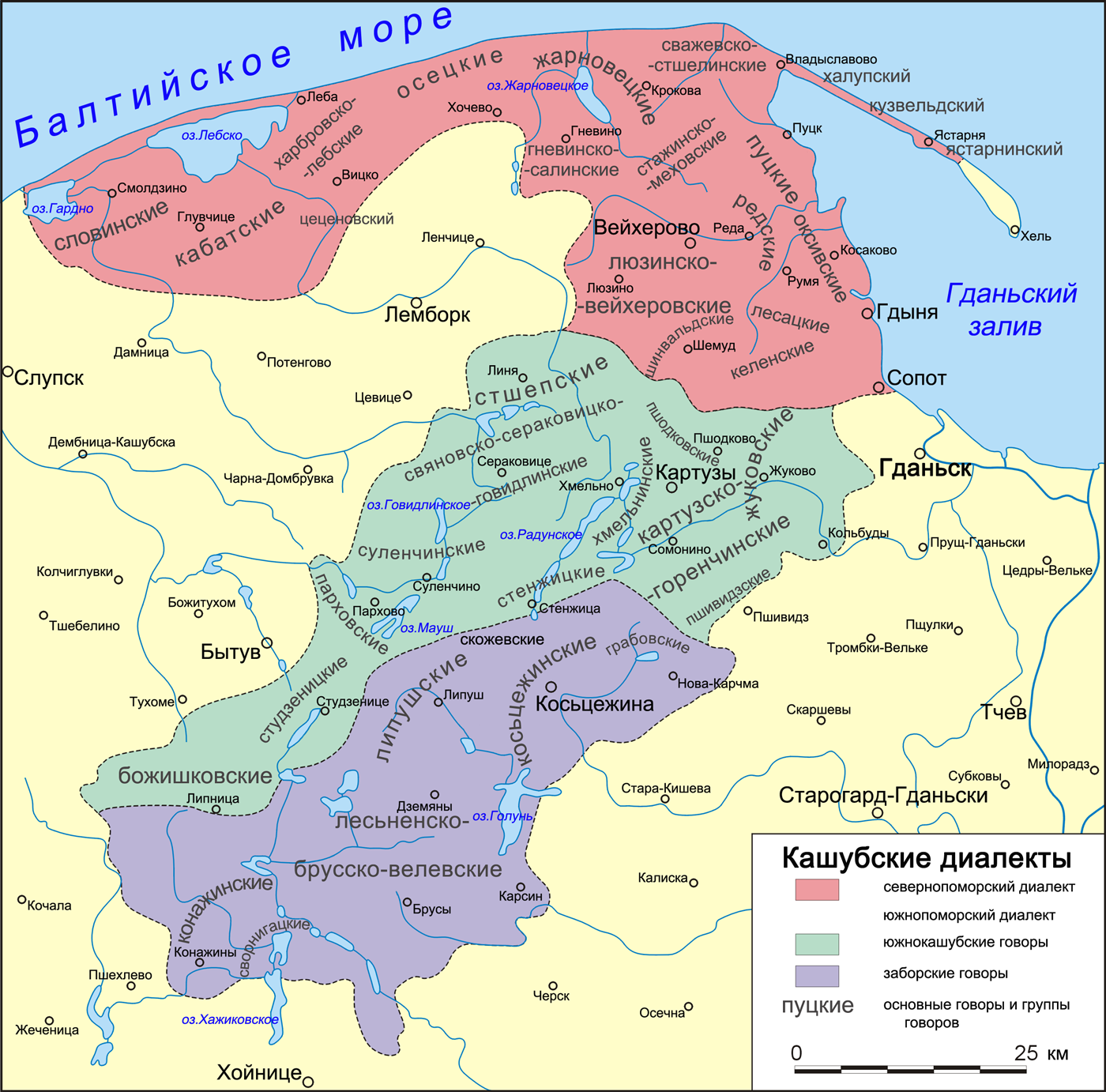
Карта кашубских диалектов
Ф. Лоренца (первая половина XX века)

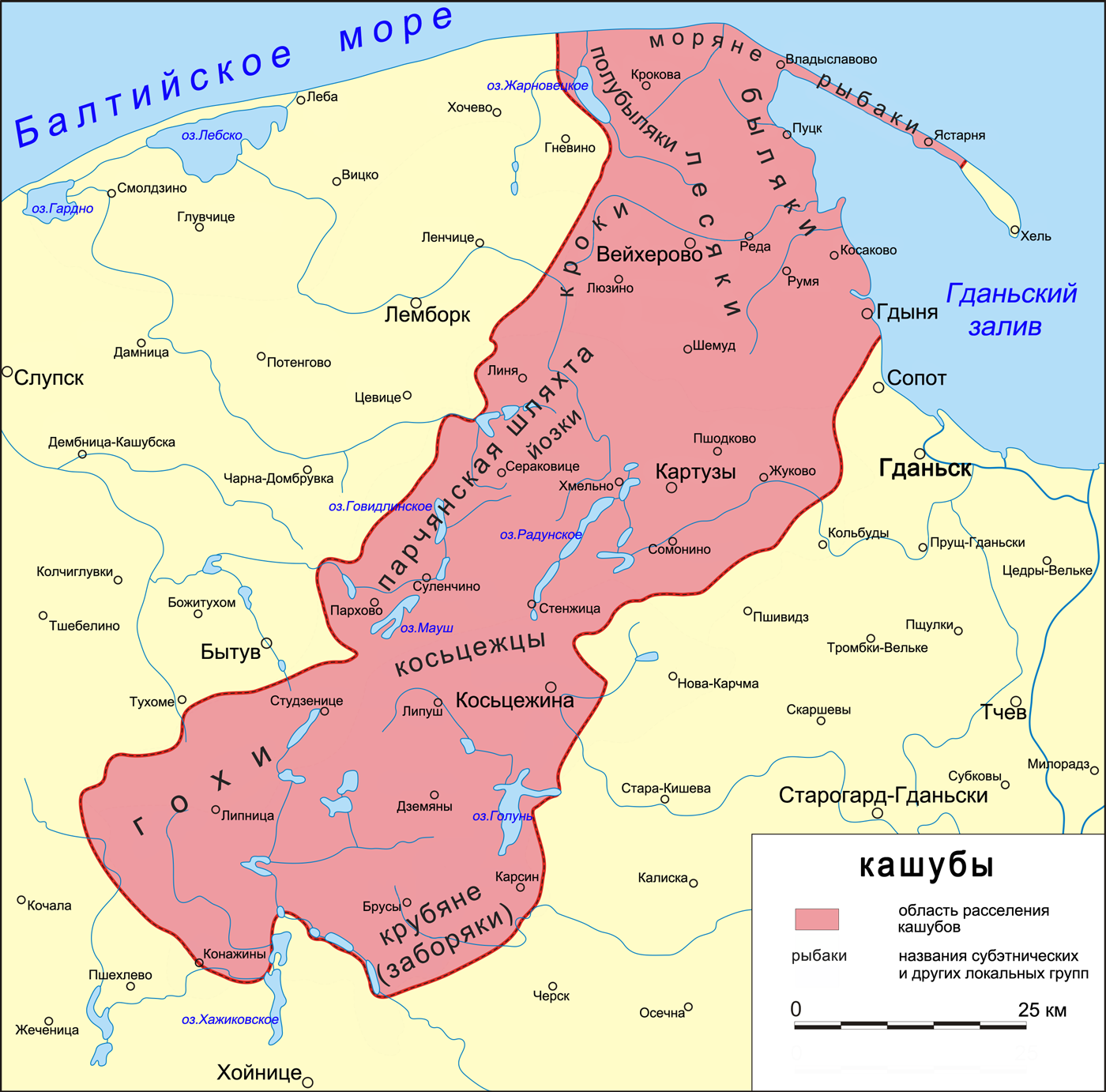
Этническая территория и субэтнические группы кашубов

Диалекты кашубского языка представляют основное средство общения кашубов, так как функционирование литературного кашубского языка является ограниченным и его единые нормы до сих пор не сложились. До настоящего времени в письменном языке сохраняется практика ориентации на свои родные говоры.
Относительно небольшая территория, на которой распространён кашубский язык, делится на ряд довольно сильно отличающихся друг от друга диалектов.
Наиболее известными являются три классификации диалектов кашубского языка.

Первая классификация была предложена А. Ф. Гильфердингом в первой половине XIX века, он выделил померанские говоры словинцев и кашубов (говоры словинцев и кабатков), померанские говоры кашубов в районе Лебского озера и к востоку от него (в прусской провинции Померания) и западнопрусские говоры кашубов (в провинции Западная Пруссия).

Следующая классификация кашубских диалектов была составлена Ф. Лоренцем в начале XX века, по наличию или отсутствию долгих гласных он выделил два главных кашубских ареала — севернопоморский (pomorszczyzna północna) и южнопоморский (pomorszczyzna południowa). Севернопоморский диалект Ф. Лоренц разделил на словинскую (słowińszczyzna) и севернокашубскую (kaszubszczyzna północna) группы говоров, а южнопоморский диалект — на южнокашубскую (kaszubszczyzna południowa), переходную кашубско-заборскую (przejściowe narzecza kaszubsko-zaborskie) и заборскую (zaborszczyzna) группы говоров. Всего Ф. Лоренц выделил более 20 групп разного уровня, в состав которых включил свыше 70 говоров.

В «Атласе кашубского языка и соседних диалектов» (Atlas językowy kaszubszczyzny i dialektów sąsiednich), составленном в 1964—1978 годах, были выделены следующие диалектные зоны, отражающие состояние кашубских говоров на середину XX века:
1. Севернокашубская, наиболее архаичная среди остальных, она сохраняет ряд древних языковых явлений, которые объединяют её с вымершими поморскими диалектами (включая словинский и кабатский) и полабским языком[69]:
  - северные и северо-восточные говоры в основном в Пуцком повяте — быляцкие (пуцкий городской, сважевско-стшелинские, стажинско-меховские, халупский, кузвельдский, ястарнинский, оксивские), жарновецкие, пуцкие сельские, редские и другие говоры, среди которых особо выделяются архаичными чертами говоры полуострова Хель и говоры в районе Жарновецкого озера; ряд севернокашубских говоров вымер в XIX—XX веках: помимо словинских и кабатских (глувчицких), также цеценовский, харбровско-лебские, гневинско-салинские и другие говоры в районе между озёрами Гардно, Лебско и Жарновецким озером;
  - южные и юго-западные говоры в Вейхеровском и частично Пуцком повятах — люзинско-вейхеровские, лесацкие, келенские, шинвальдские, важенско-клосовские и другие говоры.
2. среднекашубская в Картузском, частично Вейхеровском и Косцежском повятах, отличающаяся рядом инноваций, включает стшепские, жуковские, картузско-горенчинские, пшивидзкие, стенжицкие, хмельнинские, пшодковские, свяновско-сераковско-говидлинские, суленчинские, студзеницкие, парховские, бродницкие и другие говоры.
3. Южнокашубская, испытавшая влияние польских диалектов:
  - юго-западные говоры, более архаичные, в Хойницком и частично Бытувском повятах — студзеницкие и божишковские говоры;
  - юго-восточные говоры в Хойницком и частично Косцежском повятах, менее архаичные и подвергшиеся польскому влиянию в наибольшей степени — косцежинские, липушские, грабовские, лесьненско-брусско-велевские, конажинские, своженские и другие говоры.

В трёх диалектных зонах выделяется архаичный западнокашубский ареал и инновационный восточнокашубский ареал.
К основным диалектным признакам, по которым различаются кашубские диалекты, относят: характер и место ударения, наличие или отсутствие метатезы в сочетании *tort; сохранение мягкости перед *ŕ̥; распространение перехода t > c, d > ʒ; утрата беглого e; сохранение или деназализация носовых; наличие или отсутствие изменения u > ë; переходы ń > n и ł > l или ł > u̯; различия во флексиях существительных мужского рода в форме родительного падежа, в форме дательного падежа и в форме творительного падежа единственного числа; наличие или отсутствие реликтов двойственного числа; наличие или отсутствие стяжённых форм глаголов типа gróm / grajã «играю»; формы глаголов прошедшего времени типа jacha / jachała «ехала»; различия в продуктивности некоторых аффиксов и т. д.
Нередко свой особый говор был характерен для тот или иной субэтнической группы кашубов: лесацкий говор — у лесяков (кашубск. lesôcë), заборские говоры — у заборяков (крубян) (кашубск. zabòrôcë), быляцкие говоры — у быляков (кашубск. bëlôcë), гоховские говоры — у гохов (кашубск. gôchë, gôchòwie), кабатские говоры — у кабатков (кашубск. kabatcy) и т. д. В настоящее время названия субэтнических групп кашубов практически не употребляются, а их этнографические отличия стёрлись.
Влияние тех или иных кашубских говоров находит своё отражение в творчестве кашубских литераторов и в работах кашубских языковедов. Так, например, в основе первой кашубской грамматики Ф. Цейновы лежит жарновецкий говор села Славошино севернокашубского диалекта (наряду с чертами говоров других диалектов), в творчестве Я. Джежджона и А. Будзиша прослеживается влияние быляцких говоров севернокашубского диалекта, в основе творчества И. Дердовского лежат южнокашубский велевский и среднекашубский хмельнинский говоры, в основе произведений А. Майковского прослеживаются говоры Любяны и окрестностей Картуз, в творчестве Я. Карновского отражено влияние южнокашубских говоров окрестностей Брус и Хойнице, в произведениях и работах Б. Сыхты и Я. Ромпского — влияние среднекашубских говоров, прежде всего западнокартузских, Я. Трепчика и А. Лябуды — влияние как среднекашубских говоров, так и черт севернокашубских говоров.

## Письменность

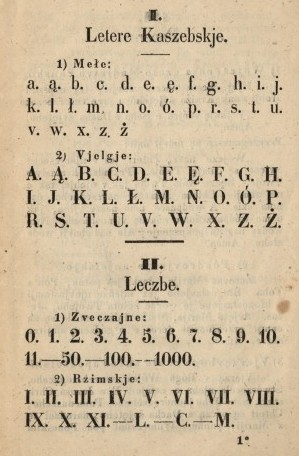
Кашубский алфавит Ф. Цейновы, 1850 год

С XV века кашубы использовали латинский шрифт по образцу польской письменности. Польский алфавит использовали кашубские писатели и в XIX веке, в частности, И. Дердовский. При этом польская графика не отражала всех фонетических особенностей кашубского языка, поэтому важнейшей задачей для кашубов было создание собственной письменности. Разработка алфавита, который устраивал бы всех кашубов, была сложной задачей, так как кашубский всегда был языком преимущественно художественной литературы и устного общения, не имел официального статуса и единой диалектной основы — начатые в середине XIX века, попытки создания графики продлились до конца XX века.

Первым предложил вариант кашубского алфавита в 1850 году Ф. Цейнова. Особенностью этого алфавита было использование букв v и x. В 1866 году Ф. Цейнова усовершенствовал свой алфавит, добавив в него несколько новых букв, включая, например, буквы с гачеками — č и š.
В 1919 году свой вариант алфавита предложил немецкий славист Ф. Лоренц, он включал 36 букв:
A Ą B C Č D E É Ë F G H I J K L Ł M N Ń O Ó Ô Œ Ǫ P R Ř S Š T U V W Z Ž.
В течение практически всего XX века кашубы так и не смогли прийти к единому варианту графики и орфографии, унифицированная кашубская орфография была выработана лишь только в 1996 году.
Современный кашубский алфавит (Kaszëbsczi alfabét, kaszëbsczé abecadło) состоит из 34 букв:
| буква | произношение (МФА)  |
| ----- | ------------------- |
| A a   | [a]                 |
| Ą ą   | [õ], [ũ]            |
| Ã ã   | [ã], [ɛ̃]            |
| B b   | [b]                 |
| C c   | [t͡s]                |
| D d   | [d]                 |
| E e   | [ɛ]                 |
| É é   | [e], [ɨj], [i], [ɨ] |
| Ë ë   | [ə]                 |
| F f   | [f]                 |
| G g   | [g]                 |
| H h   | [x]                 |
| I i   | [i]                 |
| J j   | [j]                 |
| K k   | [k]                 |
| L l   | [l]                 |
| Ł ł   | [w], [l]            |

| буква | произношение (МФА)      |
| ----- | ----------------------- |
| M m   | [m]                     |
| N n   | [n]                     |
| Ń ń   | [ɲ], [n]                |
| O o   | [ɔ]                     |
| Ò ò   | [wɛ]                    |
| Ó ó   | [o], [u]                |
| Ô ô   | [ɞ], [ɛ], [ɔ], [o], [u] |
| P p   | [p]                     |
| R r   | [r]                     |
| S s   | [s]                     |
| T t   | [t]                     |
| U u   | [u]                     |
| Ù ù   | [wʉ], [wu]              |
| W w   | [v]                     |
| Y y   | [i]                     |
| Z z   | [z]                     |
| Ż ż   | [ʒ]                     |

Так как кашубский язык не имеет единой литературной нормы, некоторые буквы могут произноситься по-разному в зависимости от диалекта говорящего:
- ã — [ã], в Пуцком повяте и на севере Вейхеровского повята произносится как [ɛ̃].
- é — [e], на территории между Пуцком и Картузами произносится как [i] / [ɨ], в некоторых говорах как [ɨj], на конце слова произносится как [ɨ].
- ł — [w], в быляцких говорах на северо-востоке Кашубии — [l].
- ó — [o], на юге Кашубии произносится как [u].
- ô — [ɞ], в западных говорах — [ɛ], в Вейхеровском повяте — [ɔ], в южных говорах — [o] / [u].

В отличие от польской графики, в кашубской имеются буквы Ã ã, É é, Ë ё, Ô ô, но отсутствуют буквы Ć ć, ę, Ś ś, Ź ź и диграф dź.

Для передачи ряда звуков кашубского языка используются диакритические знаки:
- Носовые гласные звуки обозначаются буквами с надстрочной и подстрочной диакритикой: ą — более задний лабиализованный носовой; ã — более передний лабиализованный носовой;
- надстрочное двоеточие над e — ё — обозначает звук «шва» (нелабиализованный средний гласный [ə]);
- буквой ô обозначается средний гласный между e и o;
- буквы с грависом обозначают гласные звуки с билабиальным призвуком w перед ними в начале слова или после согласных b, p, m, w, k, g, h — ò [wɛ] и ù [wu] / [wʉ]; данные буквы употребляются в тексте по усмотрению пишущего;
- буквы с акутом обозначают передний гласный верхне-среднего подъёма é, средний между y и e и непередний гласный верхне-среднего подъёма ó, средний между u и o; мягкую /n’/ в конце слова и перед согласными обозначают при помощи буквы ń;
- для обозначения палатализованной шипящей /ž’/ используется надстрочная точка — ż (буква ż используется также в составе диграфа dż);
- билабиальная /u̯/ обозначается при помощи диагонально перечёркнутой буквы l — ł.

В кашубском языке функционируют также диграфы: sz /š’/, rz /ž’/, cz /č’/, dż /ǯ’/, ch /x/. Для обозначения мягкости согласных (в том числе и [š’], [ž’], [č’] и [ǯ’]) после них и перед гласной ставится буква i. Буква y употребляется только для обозначения /i/ в определённой позиции — после твёрдых /n/, /s/, /z/, /c/ и /ʒ/.

## История языка

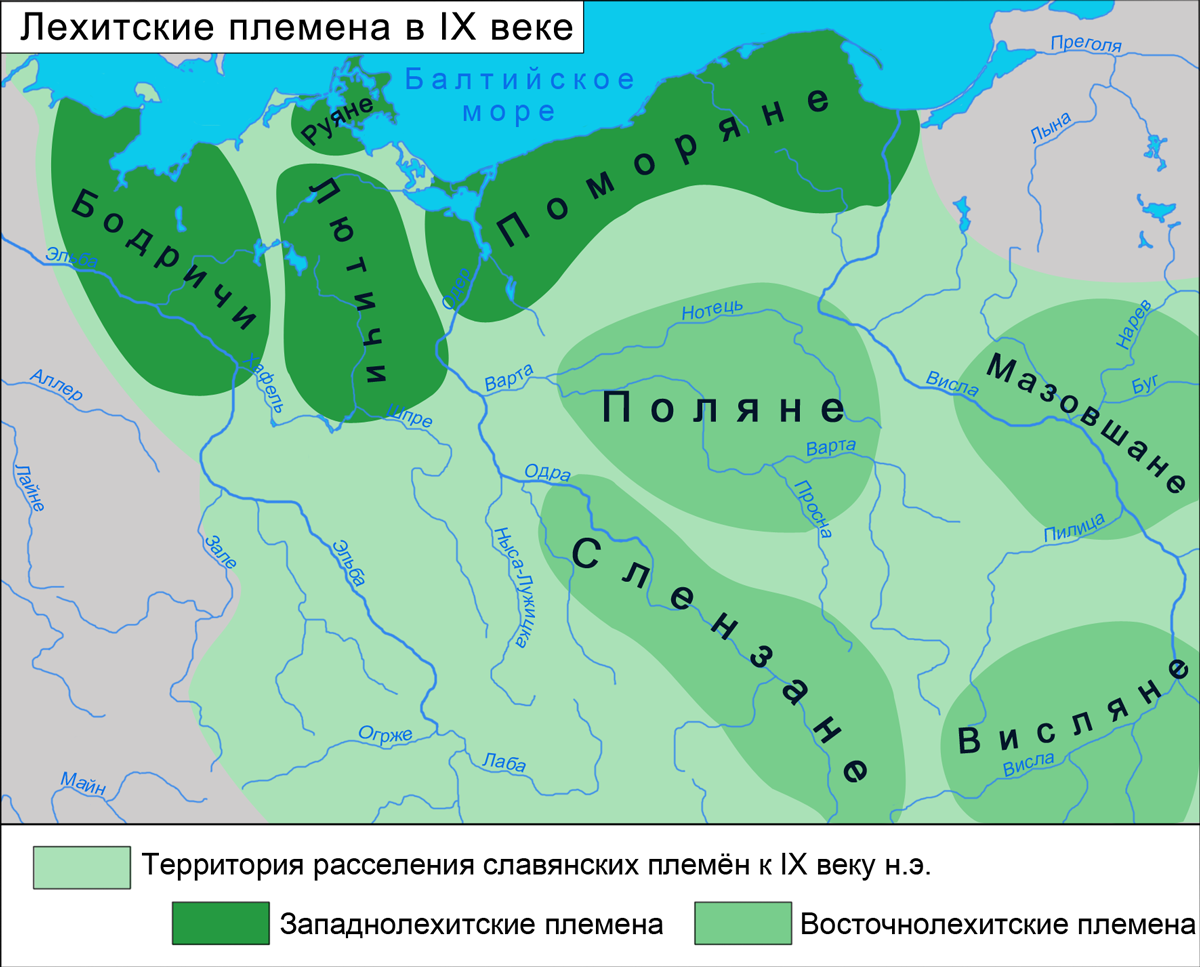
Поморяне на карте расселения лехитских племён в IX веке

Кашубский язык сформировался на основе говоров славянского племени поморян, населявшего долины при устье Вислы и над нижним Одером, а также побережье Балтийского моря между этими реками.
Поморяне расселялись на данной территории, которую до них занимали в основном племена балтов, между 600 и 900 годами н. э. Т. Лер-Сплавинский включал племена поморян в западнолехитский языковой ареал наряду с ободритами, велетами и руянами, отмечая при этом среди поморян две группы племён — западнопоморскую и восточнопоморскую, говоры последней стали основой формирования современного кашубского языка. Основанием для объединения поморян с остальными западными лехитами послужило наличие у них таких общих древних языковых черт (в настоящее время частично сохраняющихся в говорах севернокашубского диалекта или представленных неологизмами), как:
- отсутствие метатезы в группе *TorT (warna «ворона» при польск. wrona), чаще отмечаемое в специальной лексике (kozá barda «название растения») и топонимах Поморья: Stargard (Старгард), Nowogard (Новогард), Karwia (Карвя), Kartoszyno (Картошино), Białogard (Бялогард) и т. д.;
- развитие сонантов *l̥, *l̥’ в oł: wolk «волк», dolgi «длинный», «долгий», pôlni «полный» при польск. wilk, długi, pełny;
- сохранение мягкости перед *ŕ̥: miartwi «мёртвый», cwiardi «твёрдый» при польск. martwy, twardy.

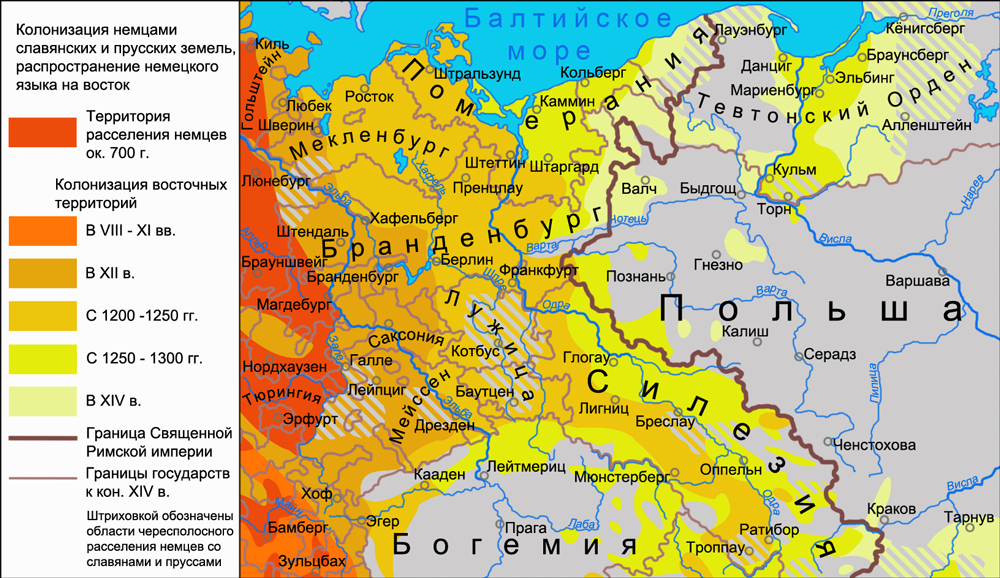
Карта расселения немцев и ассимиляции ими западных славян и пруссов в VIII—XIV веках

В результате многовековой германской экспансии единственными сохранившимися до наших дней говорами поморян остались кашубские, носители остальных поморских говоров перешли на немецкий язык. Сохранению кашубских говоров способствовало то, что часть Поморья к западу от Гданьска (территория современной Кашубии), в отличие от остального Поморья, всегда поддерживала связи с Польским государством и длительное время находилась в его составе. В 1309—1466 годах Поморье было завоёвано рыцарями Тевтонского ордена, что вызвало усиление притока немецких колонистов, но после поражения ордена под Грюнвальдом в 1410 году и после Тринадцатилетней войны в 1466 году Гданьское Поморье вновь вошло в состав Польши вплоть до 1772 года — до первого раздела Речи Посполитой, когда Кашубия оказалась в составе Пруссии.
Кашубский, а также вымершие диалекты Поморья (известные главным образом по данным топонимики и ономастики) разделили все общелехитские языковые процессы, происходившие как на ранних этапах развития пралехитского диалекта во 2-й половине I тысячелетия н. э., так и позднее, в конце I — начале II тысячелетия (переход ’ě > ’a, ’ę > ’ąo перед твёрдыми переднеязычными согласными в X—XI веках, сохранение праславянских носовых, сохранение смычки в ʒ, ʒ’ и т. д.).
Процесс развития лехитских диалектов, на основе которых сформировались современные диалекты кашубского и польского языков (а также польский литературный язык), характеризуется как общностью для обеих групп диалектов в ряде одних языковых изменений, так и целым рядом собственных языковых изменений. Так, например, в кашубском (развивавшемся в некоторой изоляции от польского литературного языка) так же, как и в польском, редуцированные гласные в сильной позиции одинаково изменились в e: ъ, ь > e — *sъnъ > кашубск. sen, пол. sen «сон»; *vьsь > кашубск. wies, пол. wieś «деревня» (к XI веку), а на месте долгих гласных развились суженные: в кашубск. ā > ô, ō > ó, ē > é, в пол. ā > á, ō > ó, ē > é (в XV—XVI веках). В то же время кашубский сохранил ряд языковых явлений, подвергшихся изменениям в разное время в польском. В частности, в диалектах кашубского сохранились подвижное и инициальное ударения (в польском подвижное ударение сохранялось до XIII века, инициальное было характерно для польского в XIV—XVI веках), сохранились морфологизированные следы оппозиции гласных фонем по долготе-краткости (данная оппозиция отмечалась в польском до XV—XVI веков), произношение ř на месте *r’, а также реликты двойственного числа (характерные и для древнепольского периода), в то время как в польском развился парокситонический тип ударения, на месте ř возник ž, а двойственное число и противопоставление гласных по долготе / краткости были полностью утрачены.
Наряду с сохранением некоторых архаизмов для кашубского языка характерно появление собственных языковых черт, к числу которых относятся, например, отмечаемые уже в XIII веке:
- переход *ę > į > i;
- кашубение — отвердение мягких согласных s’, z’ и переход мягких согласных t’, d’ (через стадию ć и ʒ́) в твёрдые аффрикаты с, ʒ: swiat «свет», zëma «зима», zemia «земля», rodzëc «родить» при польск. świat, zima, ziemia, rodzić (в XII—XIII веках в польском мягкие s’ и z’ перешли в среднеязычные щелевые ś и ź, а мягкие t’ и d’ перешли в среднеязычные аффрикаты ć и ʒ́).

В XVII веке в кашубском произошёл переход праславянских кратких *ĭ, *ŭ, *y̆ в шва (орфографически ë) в определённых позициях: lëdze «люди», rëba «рыба», zëma «зима» при польск. ludzie, ryba, zima, а также ряд других языковых процессов.
На разных этапах развития кашубского языка его контакты как с соседними севернопольскими говорами, так и с польским литературным языком оказывали влияние на развитие кашубской языковой системы (наибольшему влиянию подвергались говоры южнокашубского диалекта, где целый ряд кашубских черт был замещён польскими чертами). Так, например, в кашубском из соседних великопольских говоров (крайняцких и боровяцких) распространился переход k’, g’ > ć, ʒ́ (не охваченными этим явлением остались северо-западные кашубские и словинские говоры); под влиянием великопольских говоров, вероятнее всего, в кашубском появились элементы звонкого типа сандхи; с мазовецким диалектом кашубский объединило распространение асинхронного произношения мягких губных согласных; общим процессом с говорами Северной Польши в кашубском стал переход начальных ra > re, ja > je: redowac sã «радоваться», remiã «плечо» при польск. radować się, ramię; jerzbina «рябина», jeskulëca «ласточка» при польск. jarzębina, jaskółka и т. п.; с общепольским ареалом кашубский объединил также произошедший в XIX веке процесс перехода переднеязычного ł в губно-губной u̯ (вне данного изменения оказались только быляцкие и словинские говоры).
Воздействие польского литературного языка сказалось, в частности, в появлении тенденции употребления существительного перед прилагательным по польскому типу: jãzёk kaszёbsczi вместо kaszёbsczi jãzёk (польск. język kaszubski), в распространении в кашубском польских личных окончаний глаголов в форме прошедшего времени: sã nie poddôłem «я не сдался» (польск. nie poddałem się) и т. д. Заметное влияние литературный польский язык оказал на кашубский в области лексики.

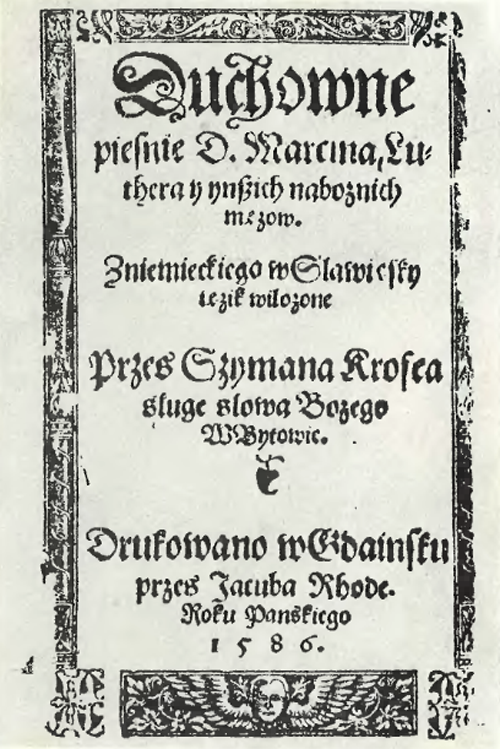
Титульная страница перевода «Духовных песен» М. Лютера, сделанного Ш. Крофеем (1586)

Языковые контакты кашубов с немцами, которые начались, вероятно, уже в X веке, отразились на всех уровнях кашубского языка. В числе черт, возникших под влиянием немецкого языка, отмечаются: наличие наряду с обычным способом образования составных количественных числительных (dwadzesce jeden «двадцать один») немецкой модели типа jeden dwadzesce (нем. einundzwanzig); употребление немецких глагольных отделяемых приставок: pój ze mną mёt «пойдём со мной»; употребление предлога od в именных и глагольных конструкциях типа urwac od tёch jabk «сорвать часть этих яблок» и предлога z(e) с творительным падежом: biła jego ze skrzidłami «она била его крыльями» и т. д., а также заимствование большого числа германизмов.
В развитии идеи литературного кашубского языка, начиная с XV века и до настоящего времени, выделяются три периода: предвозрожденческий, возрожденческий и поздний.
Предвозрожденческий период охватывает временной промежуток от начала XV века до первой половины XIX века. Началом данного периода считается время появления памятников на польском литературном языке Поморья, включающем разного рода кашубизмы — отдельные фонетические, морфологические и лексические черты различных кашубских диалектов (в большинстве памятников обнаруживаются элементы севернокашубского диалекта). Первый подобный памятник датируется 1402 годом — так называемые Dutki brzeskie (собрание хозяйственных записей). С распространением Реформации кашубы-протестанты стали переводить на польский язык религиозную литературу. Первым стал перевод в 1586 году сборника церковных гимнов «Духовные песни» М. Лютера (Duchowne piesnie D. Marcina Luthera y ynszich naboznich męzow Z niemieckiego w Slawięsky iezik wilozone Przez Szymona Krofea, sluge slowa Bozego w Bytowie), сделанный Ш. Крофеем. В 1643 году М. Мостником из Слупска был переведён один из лютеранских катехизисов — «Малый Катехизис» (Mały Catechism D. Marciná Lutherá…, w Gdaińsku), переизданный в 1758 году. К 1643 году также относится рукопись «Трагедия о богаче и Лазаре» (Tragedia o bogaczy y Łazarzy), в которой кашубский язык отчётливо представлен целыми фрагментами текста. Кроме того, памятники польского языка с кашубскими элементами включают такие книги религиозного содержания, юридические документы и т. д., как:

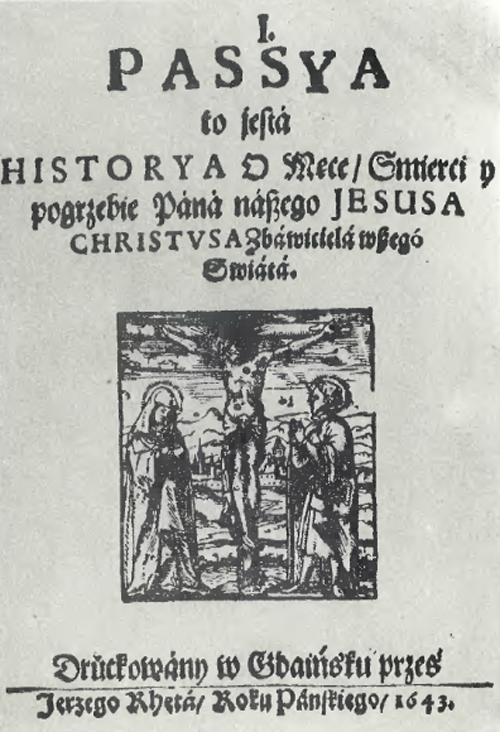
Титульная страница перевода «Страстей Христовых», изданного в одной книге с переводом «Малого Катехизиса» М. Мостника (1643)

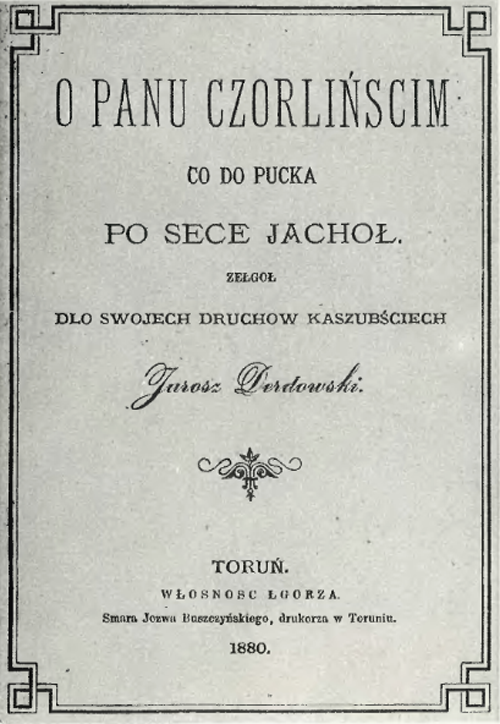
Титульная страница первого издания книги И. Дердовского
O Panu Czorlińścim co do Pucka po sece jachoł (1880)

- «Дополнительные вопросы о вере» (Pytania dodatkowe o wierze) 1675 года;
- «Смолдзинские перикопы» (Perykopy smołdzińskie) 1699—1701 годов;
- Кашубский песенник (Śpiewnik kaszubski) XVI—XVIII веков;
- Судебные записи из Косцежины (Kościerskie księgi sądowe) XVI—XVIII веков;
- Словинские присяги из Вежхоцина (Przysięgi słowińskie z Wierzchocina) 1706—1722 годов и другие.

В предвозрожденческий период польский язык в кашубской редакции используется преимущественно в религиозной сфере; характерной чертой этого периода является неустойчивость культурно-языкового процесса, что отражает наличие длительных интервалов между появлением письменных документов.
Возрожденческий период (1840—1850-е годы) характеризуется деятельностью Ф. Цейновы, направленной на пробуждение у кашубов национального самосознания и создание кашубского литературного языка. Во многом период кашубского возрождения развился под влиянием идей серболужицкого и чешского возрождения. Кроме того, в 1842—1865 годах законы Пруссии (в составе которой Кашубия находилась с 1772 до 1919 года) позволяли вести школьное обучение на своём родном языке, что также способствовало становлению кашубского языка (с 1865 года обучение стало проводиться только на немецком языке). В 1850—1851 годах Ф. Цейнова
издаёт первые книги на кашубском языке, в 1866—1868 годах — первый кашубский журнал «Защита кашубско-словинского языка» (кашубск. Skôrb kaszébsko-slovjnskjè mòvé), также Ф. Цейнова является автором первых кашубских грамматик. Деятельность Ф. Цейновы не вызвала массового кашубского движения, но была продолжена представителями кашубской интеллигенции, среди которых наиболее известен поэт И. Дердовский. Вторая половина XIX века отмечается распространением кашубского языка в некоторых районах США, Канады, Бразилии и других стран, связанным с массовой эмиграцией кашубов.
Последний период, во многом связанный с предыдущим возрожденческим, приходится на XX век. Попытки создания единых норм литературного языка, поиски приемлемой письменности, формирование и развитие кашубской литературы и культуры, начатые в XIX веке, были продолжены в XX веке, с этого времени начинается относительно непрерывное развитие кашубского языка. К рубежу XIX—XX веков относится деятельность польского учёного С. Рамулта (составителя кашубского словаря 1893 года (Słownik języka pomorskiego czyli kaszubskiego), сторонника идеи самостоятельного кашубского (поморского) языка) и немецкого слависта Ф. Лоренца (автора «Словинской грамматики» (Slovinizische Grammatik) 1903 года и «Кашубской грамматики» (Kaschubische Grammatik) 1919 года). В начале XX века возникает движение так называемых «младокашубов» во главе с писателем А. Майковским. Произведения «младокашубов» (Я. Карновский, Л. Хейке, Ф. Сендзицкий и другие) печатаются в журнале Gryf. А. Майковским была написана грамматика кашубского языка, оставшаяся в рукописи и не опубликованная.
В первой половине XX века происходят процессы, связанные с переходом кашубского из сферы влияния немецкого языка к польской. По Версальскому договору (1919—1920 годы) Польша получила выход к Балтийскому морю, так называемый «польский коридор», населённый преимущественно кашубами. С этого времени (за исключением периода Второй мировой войны — 1939—1945 годы) процесс германизации сменяется процессом естественной полонизации. Большинство кашубов, прежде живших в условиях немецко-кашубского двуязычия (благодаря обучению в школе на немецком, они знали литературный язык, а жившие рядом с немецкими селениями также говорили на нижненемецких диалектах), переходят к польско-кашубскому двуязычию.

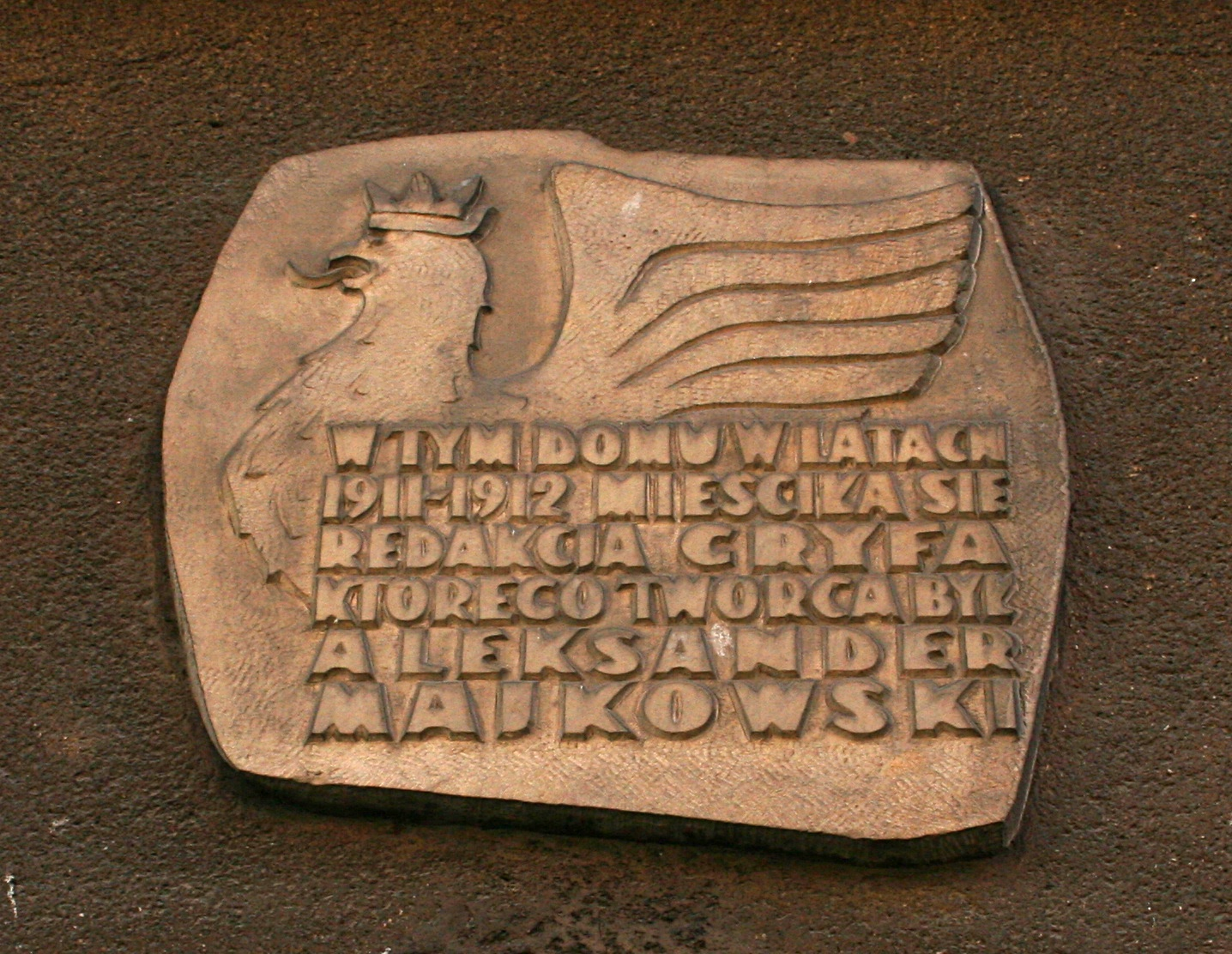
Памятная табличка на здании, в котором размещалась редакция журнала Gryf (1911—1912)

В 1920—1930-е годы на кашубском время от времени издавалась периодическая печать.
В 1930-е годы ряд кашубских литераторов (А. Лябуда, Я. Трепчик, Я. Ромпский, С. Бешк, Ф. Груча и другие), печатавшихся в газете «Кашубский союз» (Zrzesz Kaszёbskô), выдвигали идеи самостоятельности кашубов как этноса и кашубского как отдельного от польского славянского языка, они так же, как и представители кашубской интеллигенции второй половины XIX — начала XX века, работали над созданием единых норм литературного языка, пытались создать кашубскую графику и орфографию. Этой группе писателей противостояли по идейным соображениям такие литераторы, как Л. Роппель, Ю. Цейнова, П. Шефка и другие, издававшие газету Klёka.
После Второй мировой войны использование кашубского языка ограничивалось в основном созданием литературных произведений с региональным колоритом, в 1950—1960-е годы продолжается творчество довоенных писателей, после чего появляется новое поколение кашубских литераторов, среди которых отмечаются А. Пеплинский, А. Нагель, С. Пестка, Я. Пепка, Я. Джежджон, М. Селин, С. Янке и другие. Созданное в 1956 году по инициативе ряда писателей в Гданьске общество «Кашубское объединение» (с 1964 года — «Кашубско-Поморское объединение») возглавило процесс активизации кашубского языка, начавшийся в 1990-х годах. Кашубский язык вводится как предмет во многих школах, создаётся единый кашубский алфавит, расширяется число периодических изданий на кашубском, программы на кашубском появляются на радио и телевидении, кашубский получает статус регионального языка на территории Поморского воеводства.

## Лингвистическая характеристика
Ввиду отсутствия общепринятых норм кашубского языка в лингвистической характеристике приводятся языковые черты и элементы, имеющие общекашубский характер (наибольшее распространение среди носителей кашубского), а также варианты некоторых из этих черт, чьи ареалы охватывают значительную часть территории того или иного диалекта.

### Фонетика и фонология

#### Гласные
В кашубском языке система вокализма (wokalëzna) состоит из 11 гласных фонем. До начала XX века сохранялось противопоставление кратких и долгих гласных, в настоящее время не имеющее фонологической значимости. Для кашубского языка характерен звук «шва» — ё [ə], развившийся из древних кратких гласных ŭ, ў и ĭ. Гласные нижнего подъёма ã и õ ведут своё происхождение от краткого и долгого носового гласного заднего ряда: ǫ̆ > ã, ǭ > õ (на письме ą). Носовой гласный переднего ряда подвергся деназализации — ę > i, ё: sygnąc «потянуться», wzyc «взять», mitczi «мягкий». Гласные фонемы ó, é, ô (чаще всего реализуемая как звук [ɞ]) развились из древних долгих ō, ē, ā, гласные a, e, o развились из кратких ă, ĕ, ŏ, а гласные u и i соответственно из долгих ū и ī (частично u и i дали краткие ŭ и ĭ). Гласные o, u в позиции после лабиализованных, велярных, в начале слова и после гласных подвергаются дифтонгизации — o > [wɛ], u > [wu] / [wʉ] (òkò [wɛkwɛ] «глаз»), mùszec ([mwuʃɛts, mwʉʃɛts], «быть должным»).
Система гласных кашубского языка:
| Подъём         | Ряд      | Ряд     | Ряд    |
| Подъём         | Передний | Средний | Задний |
| -------------- | -------- | ------- | ------ |
| Верхний        | i (y)    |         | u      |
| Средне-верхний | é        |         | ó      |
| Средне-нижний  | e        | ё ô     | o õ    |
| Нижний         |          | a ã     |        |

Гласные — u, ó, o, õ, ô, ã — лабиализованные; i (y), é, e, ё, a — нелабиализованные. Гласные õ, ã — назализованные.

#### Согласные
Система согласных (kònsonatëzna) кашубского языка (в скобки взяты позиционные варианты фонем, в парах согласных слева приведены глухие согласные, справа — звонкие):
| Способ артикуляции ↓     | Губно-губные  | Губно-зубные  | Зубные | Альв. | Палат. | Заднеяз. |
| Взрывные                 | p b (pʲ) (bʲ) |               | t d    |       |        | k g      |
| Носовые                  | m (mʲ)        |               | n      |       | ɲ      |          |
| Дрожащие                 |               |               |        | r     | r̝      |          |
| Аффрикаты                |               |               | t͡s d͡z  | ʧ dʒ  |        |          |
| Фрикативные              |               | f v (fʲ) (vʲ) | s z    | ʃ ʒ   |        | x        |
| Скользящие аппроксиманты | w             |               |        |       | j      |          |
| Боковые                  |               |               |        | l     |        |          |

В пары звонкий согласный / глухой согласный входят 16 фонем. Для губных согласных характерна оппозиция по твёрдости / мягкости, при этом губные произносятся мягко только перед i, в положении перед другими гласными мягкие губные перешли в сочетания «губной + j». Неслоговой u̯ [w] фактически выступает вариантом гласной фонемы /u/.
Распространение некоторых из согласных может быть ограничено тем или иным регионом, так, например, дрожащий согласный [r̝] распространён только в периферийных районах северной и центральной Кашубии.

#### Просодия
Ударение (doraznik, przëcësk, przëzwãk) в кашубском языке — динамическое, словесное ударение различается в зависимости от ареала. В севернокашубском диалекте ударение разноместное подвижное ярко выраженного динамического характера: czarˈownica «колдунья», «ведьма», czarownˈicą, czarownˈic, czarownˈicama. Такой тип ударения вызывает отличие ударных гласных от безударных и является причиной сильной редукции последних. В среднекашубском диалекте ударение так же разноместное, но закреплённое за определённой морфемой: skowrˈonk «жаворонок», skowrˈonka, skowrˈonkama, skowrˈonczëna. В южнокашубском диалекте распространено фиксированное ударение. На юго-западе — инициальное, падающее на первый слог слова или тактовой группы: ˈkapelusz «шляпа», ˈkapelusze «шляпы»; на юго-востоке — парокситоническое, всегда падает на предпоследний слог в слове, как и в польском языке: czarownˈica, czarˈownic, czarownicˈama.

#### Морфонология
В кашубском языке вокалическое начало и вокалический конец могут характеризовать как слово, так и морфему: a-bo «или»; o-sob-lё-wo «особенно». При возможном совпадении слога и морфемы (znôw «снова», do-kôz «доказательство») чаще всего совпадение отсутствует: nôd-ba и nôd-b-a «мнение», «взгляд» — два слога и три морфемы; po-przed-nёch и po-przed-n-ёch «предыдущих» — три слога и четыре морфемы и т. п.
Для кашубского языка фонологическое противопоставление морфологических единиц и категорий в целом не характерно.
В кашубском отмечаются такие чередования гласных, как:
- /e/ ~ /a/ (sedzelё «сидели» — sedzała «сидела»);
- /e/ ~ /o/ (nieslё «несли» — niosła «несла»);
- /e/, /é/ ~ ø (dzéń «день» — dnia — форма родительного падежа единственного числа «дня»);
- /a/ ~ /ô/ (sedzała «сидела» — sedzôł «сидел»);
- /e/ ~ /é/ (brzegu — форма родительного падежа единственного числа «берега» — brzég «берег»);
- /o/ ~ /ó/ (krowa «корова» — krów — форма родительного падежа множественного числа «коров») и другие.

Из чередований согласных выделяются такие, как:
- /w/ ~ /w’/ (mowa «язык» — mówic «говорить»);
- /b/ ~ /b’/ (dąb «дуб» — dãbina «дубняк»);
- /d/ ~ /ʒ/ (woda «вода» — w wodze «в воде»);
- /t/ ~ /c/ (błoto «болото», «грязь» — błoсёc «пачкать»);
- /r/ ~ /ž/ (wiara «вера» — wierzёc «верить»);
- /k/ ~ /c/ ~ /č/ (rãka «рука» — rãce — форма дательного и местного падежей единственного числа «руке» — rãczi — форма родительного падежа единственного числа «руки» — rãczёc «ручаться») и другие.

Чередования связаны главным образом с процессами словоизменения и словообразования, часто они могут иметь различные формы в тех или иных говорах.

### Морфология
В кашубском языке выделяются следующие части речи:
- знаменательные — имя существительное, имя прилагательное, местоимение, имя числительное, глагол, наречие;
- служебные — предлог, союз, частица, междометие.

Для кашубского языка характерна категория рода (мужского, женского, среднего), в разной степени присущая именным частям речи, местоимениям, а также глаголу в отдельных формах прошедшего и будущего времён. 
Для существительных мужского рода (и согласуемых с ними слов) в единственном числе характерна категория одушевлённости / неодушевлённости, а для существительных мужского рода со значением лица (и согласуемых с ними слов) характерна особая категория личности. Также особые лично-мужские формы имеют некоторые количественные числительные, прилагательные, другие адъективные слова и личное местоимение 3-го лица множественного числа в именительном падеже. Кроме того, данная категория выражается в чередовании l / ł в глаголах прошедшего времени.
В кашубском существует два числа (единственное и множественное), сохраняются также остатки двойственного числа.
Выделяется семь падежей (именительный, родительный, дательный, винительный, творительный, местный и звательный), хотя наблюдается тенденция к вытеснению звательного падежа именительным. Значения падежей выражаются преимущественно с помощью флексий, у некоторых падежей значение может оформляться также при помощи предлогов. Часто падежные флексии варьируют в кашубском языке по говорам. 
Глаголы имеют категории залога, вида, времени и наклонения, выражаемые как синтетически, так и аналитически. Для местоимений и глаголов характерна категория лица. Категория определённости / неопределённости наиболее отчётливо выражена в местоимениях. Отрицание используется практически при любой части речи.

#### Имя существительное
Для существительных (substantiw, jistnik) характерны категории рода, числа и падежа. Каждое существительное выступает обычно в одном из трёх родов (мужском, женском или среднем), редко могут встречаться двуродовые существительные, например, kaléka «калека», sёrota «сирота» и т. д.
У существительных мужского рода в единственном числе выражается категория одушевлённости / неодушевлённости: у одушевлённых существительных совпадают формы винительного и родительного падежей, в то время как у неодушевлённых существительных совпадают формы винительного и именительного падежей. У существительных мужского рода со значением лица выражается особая категория личности, при которой лично-мужские формы винительного падежа множественного числа совпадают с формами родительного падежа: drёchów «друзей», а нелично-мужские формы винительного падежа множественного числа совпадают с формами именительного падежа: brzedżi «берега».
Реликты двойственного числа отмечаются в склонении существительных женского рода rãka «рука» и noga «нога» в родительном и местном падежах множественного числа — rãku и nogu, также окончание двойственного числа сохраняется в творительном падеже наряду с исконным окончанием множественного числа: chłop-ami и chłop-ama «мужчинами».
Склонение существительных мужского рода на примере слов chłop «мужчина», lës «лис», brzég «берег», kóń «конь», kosz «корзина»:
| Падеж        | Твёрдый тип  | Твёрдый тип    | Твёрдый тип | Твёрдый тип  | Твёрдый тип | Твёрдый тип    | Мягкий тип  | Мягкий тип    | Мягкий тип  | Мягкий тип    |
| Падеж        | ед. число    | мн. число      | ед. число   | мн. число    | ед. число   | мн. число      | ед. число   | мн. число     | ед. число   | мн. число     |
| ------------ | ------------ | -------------- | ----------- | ------------ | ----------- | -------------- | ----------- | ------------- | ----------- | ------------- |
| Именительный | chłop        | chłopi, -ë     | lës         | lëse         | brzég       | brzedżi        | kóń         | konie         | kosz        | kosze         |
| Родительный  | chłopa       | chłopów        | lësa        | lësów        | brzega, -u  | brzegów        | konia       | koni, -ów     | kosza       | koszi, -ów    |
| Дательный    | chłopu, -owi | chłopom        | lësowi      | lësom        | brzegowi    | brzegom        | koniu, -owi | koniom        | koszu, -owi | koszom        |
| Винительный  | chłopa       | chłopów        | lësa        | lëse         | brzég       | brzedżi        | konia       | konie         | kosz        | kosze         |
| Творительный | chłopem      | chłopami, -ama | lësem       | lësami, -ama | brzedżem    | brzegami, -ama | koniem      | koniami, -ama | koszem      | koszami, -ama |
| Местный      | chłopie      | chłopach       | lësu        | lësach       | brzegu      | brzegach       | koniu       | koniach       | koszu       | koszach       |
| Звательный   | chłopie      | chłopi, -ë     | lësu        | lëse         | brzegu      | brzedżi        | koniu       | konie         | koszu       | kosze         |

Склонение существительных женского рода на примере слов rëba «рыба», noga «нога», zemia «земля», owca «овца», môłniô «молния»:
| Падеж        | Твёрдый тип | Твёрдый тип  | Твёрдый тип | Твёрдый тип  | Мягкий тип | Мягкий тип    | Мягкий тип | Мягкий тип   | Мягкий тип      | Мягкий тип     |
| Падеж        | ед. число   | мн. число    | ед. число   | мн. число    | ед. число  | мн. число     | ед. число  | мн. число    | ед. число       | мн. число      |
| ------------ | ----------- | ------------ | ----------- | ------------ | ---------- | ------------- | ---------- | ------------ | --------------- | -------------- |
| Именительный | rëba        | rëbë         | noga        | nodżi        | zemia      | zemie         | owca       | owce         | môłniô          | môłnie, -é     |
| Родительный  | rëbë        | rib          | nodżi       | nogów        | zemi, -e   | zemiów        | owcë       | owców, -iec  | môłni, -ie, -ié | môłni, -ów     |
| Дательный    | rëbie       | rëbom        | nodze       | nogom        | zemi       | zemiom        | owcë       | owcom        | môłni, -ié      | môłniom        |
| Винительный  | rëbã        | rëbë         | nogã        | nodżi        | zemiã      | zemie         | owcã       | owce         | môłniã          | môłnie, -ié    |
| Творительный | rëbą        | rëbami, -ama | nogą        | nogami, -ama | zemią      | zemiami, -ama | owcą       | owcami, -ama | môłnią          | môłniami, -ama |
| Местный      | rëbie       | rëbach       | nodze       | nogach       | zemi       | zemiach       | owcë       | owcach       | môłni, -ié      | môłniach       |
| Звательный   | rëbo        | rëbë         | nogo        | nodżi        | zemio      | zemie         | owco       | owce         | môłniô          | môłnie, -ié    |

Склонение существительных среднего рода на примере слов pismo «письмо», sërce «сердце», kôzanié «проповедь», semiã «семя», celã «телёнок»:
| Падеж        | Твёрдый тип | Твёрдый тип   | Твёрдый тип | Твёрдый тип   | Мягкий тип                | Мягкий тип      | Мягкий тип     | Мягкий тип      | Мягкий тип | Мягкий тип     |
| Падеж        | ед. число   | мн. число     | ед. число   | мн. число     | ед. число                 | мн. число       | ед. число      | мн. число       | ед. число  | мн. число      |
| ------------ | ----------- | ------------- | ----------- | ------------- | ------------------------- | --------------- | -------------- | --------------- | ---------- | -------------- |
| Именительный | pismo       | pisma         | sërce       | sërca         | kôzanié                   | kôzania         | semiã          | semiona         | celã       | celãta         |
| Родительный  | pisma       | pismów        | sërca       | sërc, -ów     | kôzaniégo, -ô, -a, -u, -i | kôzaniów        | semienia       | semion, -ów     | celãca     | celãt, -ąt     |
| Дательный    | pismu       | pismom        | sërcu       | sërcom        | kôzaniému, -u, -owi       | kôzaniom        | semieniu, -owi | semionom        | celãcu     | celãtom        |
| Винительный  | pismo       | pisma         | sërce       | sërca         | kôzanié                   | kôzania         | semiã          | semiona         | celã       | celãta         |
| Творительный | pismem      | pismami, -ama | sërcem      | sërcami, -ama | kôzanim, -ém              | kôzaniami, -ama | semieniem      | semionami, -ama | celãcem    | celãtami, -ama |
| Местный      | pismie      | pismach       | sërcu       | sërcach       | kôzanim, -u               | kôzaniach       | semieniu       | semionach       | celãcu     | celãtach       |
| Звательный   | pismo       | pisma         | sërce       | sërca         | kôzanié                   | kôzania         | semiã          | semiona         | celã       | celãta         |

#### Имя прилагательное
Прилагательные (adiektiw, przëdownik) в кашубском могут быть краткими и полными. Основная форма прилагательных — полная: в единственном числе полные прилагательные выступают в трёх родах, во множественном числе разделяются на лично-мужские и нелично-мужские.
Кратких прилагательных относительно немного, и они не склоняются (но изменяются по родам и числам). К кратким прилагательным относятся: głodzén «голоден», godzén «достоин», gotów «готов», nôłożén «обычен», pewién «уверен», pełén «полон», próżén «пуст», rôd «рад», wôrt «достоин», winién «виноват», zdrów «здоров», żiw «жив». В некоторых кашубских говорах застывшая форма мужского рода может выступать во всех родах и числах, например, ona je zdrów «она здорова», oni są zdrów «они здоровы». Ряд кратких прилагательных заимствован из немецкого языка: apart «особен», gwës «уверен», karsz «горд», fòrsz «приличен», fejn «красив, хорош», klôr «ясен, светел», luz «свободен, волен».
Выделяют два типа склонения относительных и качественных прилагательных — мягкий и твёрдый (в зависимости от согласного, на который заканчивается основа). Во всех случаях звательный падеж совпадает с именительным.
Склонение прилагательных твёрдого типа на примере слова młodi «молодой»:
| Падеж        | Единственное число | Единственное число | Единственное число | Множественное число       | Множественное число       |
| Падеж        | Мужской род        | Средний род        | Женский род        | Лично-мужские формы       | Нелично-мужские формы     |
| ------------ | ------------------ | ------------------ | ------------------ | ------------------------- | ------------------------- |
| Именительный | młodi              | młodé              | młodô              | młodi                     | młodé                     |
| Родительный  | młodégo            | młodégo            | młodi              | młodich, -ëch             | młodich, -ëch             |
| Дательный    | młodému            | młodému            | młodi              | młodim                    | młodim                    |
| Винительный  | młodi, młodégo     | młodé              | młodą              | młodich, -ëch             | młodé                     |
| Творительный | młodim             | młodim             | młodą              | młodimi, -ima, -ëmi, -ëma | młodimi, -ima, -ëmi, -ëma |
| Местный      | młodim             | młodim             | młodi              | młodich, -ëch             | młodich, -ëch             |

Склонение прилагательных мягкого типа на примере слова tóni «дешёвый»:
| Падеж        | Единственное число | Единственное число | Единственное число | Множественное число | Множественное число   |
| Падеж        | Мужской род        | Средний род        | Женский род        | Лично-мужские формы | Нелично-мужские формы |
| ------------ | ------------------ | ------------------ | ------------------ | ------------------- | --------------------- |
| Именительный | tóni               | tónié              | tóniô              | tóni                | tónié                 |
| Родительный  | tóniégo            | tóniégo            | tóni, -é           | tónich              | tónich                |
| Дательный    | tóniému            | tóniému            | tóni               | tónim               | tónim                 |
| Винительный  | tóni, tóniégo      | tónié              | tónią              | tónich              | tónié                 |
| Творительный | tónim              | tónim              | tónią              | tónimi, -ima        | tónimi, -ima          |
| Местный      | tónim              | tónim              | tóni               | tónich              | tónich                |

Притяжательные прилагательные образуются от названий лиц с помощью суффиксов -ów (-ow) и -in (-ёn) — tatków «отцов», matczin «материн» — и склоняются по твёрдому типу.
Качественные прилагательные в кашубском могут образовывать степени сравнения. Существуют синтетический (при помощи суффиксов и приставки) и аналитический (при помощи наречий barżi «более» и mni «менее») способы образования степеней сравнения. При синтетическом способе сравнительная степень образуется при помощи суффиксов -szi (если основа заканчивается на один согласный) и -é(j)szi (если основа заканчивается на два или более согласных): czёscejszi «чище, более чистый». Превосходная степень образуется путём добавления к форме сравнительной степени приставки nô- «наи-»: nôpustszi «(наи)пустейший». Некоторые прилагательные образуют супплетивные формы сравнения, например, dobri «хороший» — lepszi, nôlepszi; złi «плохой» — gorszi, nôgorszi; môłi «маленький» — mnié(j)szi, nômnié(j)szi; dużi, wieldżi «большой» — wiãkszi, nôwiãkszi. Прилагательные в сравнительной и превосходной степенях изменяются по родам, числам и падежам, как и прилагательные в положительной степени.

#### Числительное
В кашубском языке выделяются следующие разряды числительных (wielnik):
- количественные: jeden, jedén «один», dwa «два», trzë «три»;
- порядковые: pierwszi «первый», drëdżi, drudżi «второй», trzecy «третий»;
- собирательные: dwoje «двое», troje «трое», czwioro, czworo «четверо»;
- кратные: dwojaczi, dwójny, podwójny «двоякий», «двойной» trojaczi, trójny, potrójny «троякий», «тройной»;
- дробные: półtora «полтора», półtrzeca «два с половиной», półczwarta, półczwiarta «три с половиной», czwiôrti dzél «одна четвёртая», «четвёртая часть», ósmi dzél «одна восьмая», «восьмая часть»;
- местоименные числительные: czile «несколько», czilkanôsce, czilkadzesãt «несколько десятков», kulko «сколько»;
- числительные типа po dwóch «по двое», po piãc «по пять», po tësącu «по тысяче».

Числительные изменяются по родам и падежам. В именительном падеже для количественных числительных «два», «оба», «три», «четыре» характерно противопоставление лично-мужских форм — dwaj, obaj, trzej, sztёrzej — и нелично-мужских форм — dwa, oba, женский род dwie, obie, для всех родов trzё, sztёrё. В склонении количественных числительных от «двух» до «четырёх» сохраняются реликты двойственного числа, выраженные формами дательного и творительного падежей типа dwóma, dwuma, dwiema и т. п.
Порядковые числительные образуются путём присоединения к количественным родовых, числовых и падежных флексий прилагательных, за исключением порядковых числительных от одного до четырёх, которые образуются супплетивно: jeden — pierwszi «первый», dwa(j) — drёdżi, drudżi «второй» и т. д. Собирательные числительные образуются от количественных с помощью суффиксов -oje и -oro: dwoje «двое», czwioro, czworo «четверо» и т. д.
Числительные от «одного» до «двадцати одного»:
|    | Количественные                                             | Порядковые                                              | Собирательные          |
| -- | ---------------------------------------------------------- | ------------------------------------------------------- | ---------------------- |
| 1  | jeden, jedén (муж. род), jednô (жен. род), jedné (ср. род) | pierwszi                                                |                        |
| 2  | dwa (муж. род), dwie (жен. род), dwa (ср. род)             | drëdżi, drudżi                                          | dwoje                  |
| 3  | trzë                                                       | trzecy                                                  | troje                  |
| 4  | sztërë                                                     | czwiôrti, czwôrti                                       | czwioro, czworo        |
| 5  | pińc, piãc                                                 | piąti                                                   | pińcoro, piãcoro       |
| 6  | szesc                                                      | szósti                                                  | szescoro               |
| 7  | sétmë, sédem, sédém                                        | siódmi                                                  | sédmioro               |
| 8  | osmë, osem, osém                                           | ósmi                                                    | ósmioro                |
| 9  | dzewińc, dzewiãc                                           | dzewiąti                                                | dzewińcoro, dzewiãcoro |
| 10 | dzesyńc, dzesãc                                            | dzesąti                                                 | dzesyńcoro, dzesãcoro  |
| 11 | jednôsce, jedenôsce, jedénôsce                             | jednôsti, jedénôsti                                     | jedenôscoro            |
| 12 | dwanôsce                                                   | dwanôsti                                                | dwanôscoro             |
| 13 | trzënôsce                                                  | trzënôsti                                               | trzënôscoro            |
| 14 | sztërnôsce                                                 | sztërnôsti                                              | sztërnôscoro           |
| 15 | pińcnôsce, piãtnôsce                                       | pińcnôsti, piãtnôsti                                    | piãtnôscoro            |
| 16 | szesnôsce, szestnôsce                                      | szesnôsti, szestnôsti                                   | szesnôscoro            |
| 17 | sétmënôsce, sédemnôsce                                     | sétmënôsti, sédemnôsti                                  | sédemnôscoro           |
| 18 | osmënôsce, osemnôsce                                       | osmënôsti, osemnôsti                                    | osemnôscoro            |
| 19 | dzewińcnôsce, dzewiãtnôsce                                 | dzewińcnôsti, dzewiãtnôsti                              | dzewiãtnôscoro         |
| 20 | dwadzesce, dwadzesca                                       | dwadzesti                                               | dwadzescoro            |
| 21 | jeden dwadzesce, dwadzesce jeden                           | dwadzesti pierwszi, dwadzesce pierwszi, jeden dwadzesti |                        |

Числительные от «тридцати» до «миллиона»:
|       | Количественные               | Порядковые                     |
| ----- | ---------------------------- | ------------------------------ |
| 30    | trzëdzesce, trzëdzescë       | trzëdzesti                     |
| 40    | sztërdzesce, sztërdzescë     | sztërdzesti                    |
| 50    | pińcdzesąt, piãcdzesąt       | pińcdzesąti, piãcdzesąti       |
| 60    | szescdzesąt                  | szescdzesąti                   |
| 70    | sétmëdzesąt, sédemdzesąt     | sétmëdzesąti, sédemdzesąti     |
| 80    | osmëdzesąt, osemdzesąt       | osmëdzesąti, osemdzesąti       |
| 90    | dzewińcdzesąt, dzewiãcdzesąt | dzewińcdzesąti, dzewiãcdzesąti |
| 100   | sto                          | setny                          |
| 200   | dwasta                       | dwasetny                       |
| 300   | trzësta                      | trzësetny                      |
| 400   | sztërësta                    | sztërësetny                    |
| 500   | pińcset, piãcset             | pińsetny, piãcsetny            |
| 600   | szescset                     | szescsetny                     |
| 700   | sétmëset, sédemset           | sétmësetny                     |
| 800   | osmëset, osemset             | osmësetny, osemsetny           |
| 900   | dzewińcset, dzewiãcset       | dzewińsetny, dzewiãcsetny      |
| 1000  | tësąc                        | tësączny                       |
| 1 млн | milión, mëlion               | milionowi                      |

Формы числительных pińc «пять», sétmë «семь», osmë «восемь», dzewińc «девять», dzesyńc «десять» и их производные pińcnôsce «пятнадцать», sétmënôsce «семнадцать», osmënôsce «восемнадцать», dzewińcnôsce «девятнадцать», pińcdzesąt «пятьдесят», sétmëdzesąt «семьдесят», osmëdzesąt «восемьдесят», dzewińcdzesąt «девяносто» и т. п. употребляются только в Северной и Центральной Кашубии.
Числительное jeden также может выполнять функцию неопределённого артикля: jeden chłop «(один, какой-то) мужчина».
Из количественных числительных склоняются следующие: jeden «один», dwa «два», trzë «три», sztërë «четыре», sto «сто», tësąc «тысяча», mëlion «миллион».

Склонение числительного jeden «один»:
| Падеж        | Падеж        | Мужской род  | Средний род | Женский род |
| ------------ | ------------ | ------------ | ----------- | ----------- |
| Именительный | Именительный | jeden, jedén | jedné       | jednô       |
| Родительный  | Родительный  | jednégo      | jednégo     | jedny       |
| Дательный    | Дательный    | jednému      | jednému     | jedny       |
| Винительный  | неодуш.      | jeden, jedén | jedné       | jedną       |
| Винительный  | одуш.        | jednégo      | jedné       | jedną       |
| Творительный | Творительный | jednym       | jednym      | jedną       |
| Местный      | Местный      | jednym       | jednym      | jedny       |

Склонение числительных dwa(j) «два», trzej, trzё «три», sztёrzej, sztёrё «четыре»:
| Падеж        | Два                                   | Два                                   | Два                                   | Три                 | Три                   | Четыре              | Четыре                |
| Падеж        | Лично-мужские формы                   | Средний род и нелично-мужские формы   | Женский род                           | Лично-мужские формы | Нелично-мужские формы | Лично-мужские формы | Нелично-мужские формы |
| ------------ | ------------------------------------- | ------------------------------------- | ------------------------------------- | ------------------- | --------------------- | ------------------- | --------------------- |
| Именительный | dwaj                                  | dwa                                   | dwie                                  | trzej               | trzё                  | sztёrzej            | sztёrё                |
| Родительный  | dwuch                                 | dwuch                                 | dwuch                                 | trzech              | trzech                | sztёrech            | sztёrech              |
| Дательный    | dwóm, dwóma, dwómë, dwum, dwuma и др. | dwóm, dwóma, dwómë, dwum, dwuma и др. | dwóm, dwóma, dwómë, dwum, dwuma и др. | trzem, trzema       | trzem, trzema         | sztërzem, sztërzema | sztërzem, sztërzema   |
| Винительный  | dwuch                                 | dwa                                   | dwie                                  | trzej               | trzë                  | sztërzej            | sztёrё                |
| Творительный | dwóma, dwuma, dwiema                  | dwóma, dwuma, dwiema                  | dwóma, dwuma, dwiema                  | trzema              | trzema                | sztërzema           | sztërzema             |
| Местный      | dwuch                                 | dwuch                                 | dwuch                                 | trzech              | trzech                | sztërech            | sztërech              |

#### Местоимение
В кашубском языке по своим грамматическим свойствам выделяют следующие разряды местоимений (zamiona, pronoma):
- субстантивные:
  - личные (òsobné, òsobisté): jô «я»; tё «ты»; mё, ma «мы»; wë, wa «вы»; on «он»; ona, na «она»; ono, no «оно»; oni, ni «они» — лично-мужская форма; onë, në «они» — нелично-мужская форма;
  - возвратное (nôwrotny, zwrotny);
- адъективные:
  - указательные (pòkazowné, wskazëjącé): ten «этот», ta «эта», to «это»; nen «тот», na «та», no «то»; tamten «(вон) тот», tamta «(вон) та», tamto «(вон) то»; tuten «(вот) этот», tuta «(вот) эта», tuto «(вот) это»;
  - притяжательные (dosebné, dzedzëczné): mój «мой», moja «моя», moje «моё»; twój «твой», twoja «твоя», twoje «твоё»; nasz «наш», nasza «наша», nasze «наше»; wasz «ваш», wasza «ваша», wasze «ваше»;
  - определительные: kożdi «каждый», kożda «каждая», kożdé «каждый»; sóm «сам», «самый», sama «сама», «самая», samo «само», «самое».

Вопросительно-относительные, неопределённые и отрицательные могут относиться как к субстантивным, так и к адъективным местоимениям:
- вопросительно-относительные (pëtowno-relatiwné): chto «кто», co «что»; chtórny «который», chtórna «которая», chtórno «которое»; jaczi «какой», jakô «какая», jaczié «какое»; czij «чей», czija «чья», czije «чьё»;
- отрицательные: nicht «никто», nick «ничто», żóden «никакой», «ни один», nijaczi «никакой» и неопределённые (nieòpisowné, nieòkreslonné): niechto «некто», nieco «нечто», chto le «кто-то», chtokolwiek «кто угодно», bёle chto «хоть бы кто», bёle co «хоть бы что» и другие.

У личных местоимений сохраняется праславянское различение полных и кратких (энклитических) неударных форм в родительном, дательном и винительном падежах. Склонение личных местоимений супплетивное. Возвратное местоимение не имеет формы
именительного падежа. В склонении личных местоимений 1-го и 2-го лица множественного числа встречаются реликты двойственного числа: в именительном падеже ma «мы», wa «вы» (наряду с исконными формами множественного числа mё и wё), в дательном и творительном падежах nama, wama (наряду с nóm, nami и wóm, wami). Если в общекашубском данные формы приобрели значение множественного числа, то в говорах севернокашубского диалекта они сохраняют дуальное значение: ma «мы двое», wa «вы двое» и т. д.
Указательные местоимения используются для передачи определённости. В фольклоре и в разговорной речи местоимения ten и nen «этот», «тот» могут выполнять функцию артикля: ten kupc «(этот) покупатель», ta białka «(эта) женщина».
Склонение личных (первого и второго лиц) и возвратного местоимений:
| Падеж        | Единственное число | Единственное число | Множественное число  | Множественное число  | Возвратное    |
| Падеж        | 1-е лицо           | 2-е лицо           | 1-е лицо             | 2-е лицо             | Возвратное    |
| Падеж        | Я                  | Ты                 | Мы                   | Вы                   | Себя          |
| ------------ | ------------------ | ------------------ | -------------------- | -------------------- | ------------- |
| Именительный | jô                 | tё                 | mё, ma               | wë, wa               | —             |
| Родительный  | mnie, mie          | cebie, ce          | nas, nôs, naju, naji | was, wôs, waju, waji | sebie, se     |
| Дательный    | mnie, mie          | tobie, сё, cebie   | nóm, nama, nami      | wóm, wama, wami      | sobie, se, so |
| Винительный  | mnie, mie, miã     | cebie, ce, cę, cã  | nas, nôs             | was, wôs             | sebie, sã     |
| Творительный | mną                | tobą               | nami, nama           | wami, wama           | sobą          |
| Местный      | mnie, mie          | cebie, tobie       | nas, nôs             | was, wôs             | sebie, sobie  |

Склонение личных местоимений третьего лица:
| Падеж        | Единственное число | Единственное число | Единственное число | Множественное число | Множественное число   |
| Падеж        | Мужской род        | Средний род        | Женский род        | Лично-мужские формы | Нелично-мужские формы |
| Падеж        | Он                 | Оно                | Она                | Они                 | Они                   |
| ------------ | ------------------ | ------------------ | ------------------ | ------------------- | --------------------- |
| Именительный | on                 | ono, no            | ona, na            | oni, ni             | onё, nё               |
| Родительный  | jego, niego        | jego               | ji, jé, ni         | jich, jejich, nich  | jich, jejich, nich    |
| Дательный    | jemu, mu           | jemu, mu           | ji                 | jim, jima           | jim, jima             |
| Винительный  | jego, jen, go      | je, nie            | jã, niã            | jich                | je                    |
| Творительный | nim                | nim                | nią                | nimi, jima, nima    | nimi, jima, nima      |
| Местный      | nim                | nim                | ni                 | nich                | nich                  |

Форма местоимения женского рода в родительном падеже jé употребляется только в севернокашубских говорах. Архаичная форма мужского рода в винительном падеже jen в настоящее время употребляется редко. На севере и частично на юге Кашубии встречается также форма женского рода в винительном падеже ją, nią.
Склонение указательных местоимений ten, tén «этот», to «это», ta «эта», ti, tё, té «эти»:
| Падеж        | Падеж        | Единственное число | Единственное число | Единственное число | Множественное число | Множественное число   |
| Падеж        | Падеж        | Мужской род        | Средний род        | Женский род        | Лично-мужские формы | Нелично-мужские формы |
| Падеж        | Падеж        | Этот               | Это                | Эта                | Эти                 | Эти                   |
| ------------ | ------------ | ------------------ | ------------------ | ------------------ | ------------------- | --------------------- |
| Именительный | Именительный | ten, tén           | to                 | ta                 | ti                  | tё, té                |
| Родительный  | Родительный  | tego               | tego               | ti                 | tich, tёch          | tich, tёch            |
| Дательный    | Дательный    | temu               | temu               | ti                 | tim                 | tim                   |
| Винительный  | неодуш.      | ten, tén           | to                 | tã                 | tich                | tё, té                |
| Винительный  | одуш.        | tego               | to                 | tã                 | tich                | tё, té                |
| Творительный | Творительный | tim                | tim                | tą                 | timi, tёmi          | timi, tёmi            |
| Местный      | Местный      | tim                | tim                | ti                 | tich                | tich                  |

#### Глагол
Система глагола (czasnik, werbum) кашубского языка является сравнительно сложной, во многом способы образования кашубских глагольных форм схожи с польскими. Нередко формы глаголов варьируют по говорам.
Среди особенностей кашубского глагола отмечается сохранение некоторых архаичных форм. В их числе нестяжённые формы настоящего времени III спряжения и формы глаголов с архаичными флексиями двойственного числа наряду с флексиями множественного числа (исконная флексия множественного числа во 2-м лице употребляется реже и в основном в формах вежливости (pluralis maiestaticus) в сочетании с местоимением Wё). Также для кашубского глагола характерны процессы выравнивания по аналогии и некоторые инновации, в числе которых отмечается модель формы прошедшего времени jô żem béł «я был», используемая в Южной Кашубии. Глаголам в формах простого и сложного прошедшего и сложного будущего времени присуща категория рода. Чередованием l / ł [u̯] в окончаниях глаголов прошедшего времени выражается категория личности.
Время
Спряжение глаголов в настоящем времени (по четырём типам):
| Лицо и число       | Группа I      | Группа II    | Группа III (стяжённые формы) | Группа III (нестяжённые формы) | Группа IV  |
| ------------------ | ------------- | ------------ | ---------------------------- | ------------------------------ | ---------- |
| 1-е лицо ед. числа | niosã         | robiã        | gróm                         | grajã                          | jém        |
| 2-е лицо ед. числа | niesesz       | robisz       | grôsz                        | grajesz                        | jész (jés) |
| 3-е лицо ед. числа | niese         | robi         | grô                          | graje                          | jé         |
| 1-е лицо мн. числа | niesemё (-ma) | robimё (-ma) | grômё (-ma)                  | grajemё (-ma)                  | jémё (-ma) |
| 2-е лицо мн. числа | nieseta       | robita       | grôta                        | grajeta                        | jéta       |
| 3-е лицо мн. числа | niosą         | robią        | grają                        | grają                          | jédzą      |

Формы прошедшего времени образуются аналитически тремя способами:
- соединением форм l-причастия с настоящим временем вспомогательного глагола bëc «быть» (архаичный способ): jô jem robił(a) «я делал (делала)», mё jesmё robilё / -łё «мы делали», tё jes robił(a) «ты делал (делала)» и т. д.;
- соединением форм l-причастия с личными местоимениями (новый, или простой, способ): jô robił(a) «я делал (делала)», mё robilё / -łё «мы делали», tё robił(a) «ты делал (делала)» и т. д.;
- соединением глагола miec «иметь» с пассивными причастиями прошедшего времени (описательный способ): on mô to wszёtko zrobioné / zrobiony «он всё это сделал», jô môm to widzałé «я это видел».

Изредка используются формы плюсквамперфекта (давнопрошедшего времени), которые состоят из форм настоящего времени вспомогательного глагола bëc «быть», l-причастия глагола bëc и l-причастия основного глагола: jem béł pisôł «я писал».
Будущее время глаголов совершенного вида (простое) образуется синтетически идентично настоящему совершенному: robiã «делаю» — zrobiã «сделаю», zrobisz «сделаешь», zrobi «сделает» и т. д. Будущее от глаголов несовершенного вида (составное, сложное) образуется аналитически двумя способами — присоединением к форме будущего времени глагола bëc «быть» инфинитива либо l-причастия: bãdą / bądą robilë / robiłë или bãdã / bądã robic «будут делать».
Залог
В кашубском языке различают формы действительного и страдательного залогов. При образовании страдательного залога вспомогательный глагол bёc «быть» сочетается со страдательными причастиями от переходных глаголов несовершенного и совершенного видов: Konie bёłё zaprzęgłé «Лошадей запрягли» (буквально «Лошади были запряжены»). Также распространены страдательно-возвратные формы (Zboże sã mloło «Зерно мололось») и бессубъектные конструкции типа Przez całą noc bёło spiéwané / sã spiéwało «Всю ночь пели», а также калькированные с немецкого перфектные конструкции типа On je wёjechóny «Он уехал» и On mô zeżniwiony / zeżniwioné «Он сжал (поле)».
Вид
Глаголы в кашубском языке бывают двух видов: совершенного и несовершенного. Глаголы могут быть как двувидовыми, так и не образующими видовых пар. При образовании видовых пар используются суффиксы (zapisac «записать» — zapis-owa-c «записывать», kupic «купить» — kup-a-c «покупать» и т. п.) и приставки (z-rzeszёc «связать, объединить», u-grãdzёc «придавить», wё-jachac «выехать» и т. п.).
Наклонение
Для глаголов кашубского языка характерна категория наклонения. Различают формы изъявительного, повелительного и сослагательного наклонения.
Глаголы в изъявительном наклонении выражают реальное действие в прошедшем, настоящем и будущем временах.
Глаголы в повелительном наклонении образуются синтетически от основы настоящего времени при помощи окончаний -ё, -i во 2-м лице единственного числа: prosë «проси», rwi «рви», окончаний -emё, -imё в 1-м лице и -ëta, -ita во 2-м лице множественного числа (-ëce, -ice в формах вежливости): prosëmë «попросим», rwimë «порвём»; prosëta «просите», rwita «рвите», при вежливом обращении prosëce «(Вы) просите», rwice «(Вы) рвите». Имеются особые формы на -j: stój «стой», stójmë «постоим», stójta «стойте», при вежливом обращении stójce «(Вы) стойте». Существует также форма, образуемая аналитически сочетанием частицы niech «пусть» с формами глагола 3-го лица: niech sądze «пусть он сядет» и т. п.
Глаголы в сослагательном наклонении образуются путём прибавления к l-причастию несклоняемой частицы bë «бы» (jô bё chcôł «я бы хотел») или спрягаемых форм глагола «быть» bëc: jô bëm przëszedł / przëszła «я бы пришёл, пришла», të bës przëszedł / przëszła «ты бы пришёл, пришла» и т. д.
Неличные формы
Инфинитив у кашубских глаголов образуется при помощи суффикса -c: niesc «нести», robic «делать», grac «играть», widzec «видеть» и т. п.

Действительные причастия образуются от основы настоящего времени при помощи суффикса -ąc-: sedzący «сидящий», sedzącô «сидящая», sedzącé «сидящее» и т. п.

Формы прошедшего времени на -ł (l-причастия) используются при образовании сложных форм времён (прошедшего и будущего), при имени выступают как прилагательные: umarłi chłop «умерший мужчина».

Страдательные причастия образуются с помощью суффиксов -t(i), -n(y) и родовых окончаний: podarti / podzarti «разорванный, разодранный», rozerwóny «разорванный».

Деепричастие (в прошедшем времени — rzekłszё «сказав», в настоящем времени — robiąсё «работая») характерно только для литературного языка, в разговорной речи практически не употребляется.

#### Наречие
Основами наречий (przësłówk, adwerbium) в кашубском языке могут быть существительные, прилагательные, а также другие части речи или их сочетания. Так, например, наречие zёmą «зимой» образовано от существительного zёma «зима»; наречия spokojnie / spokojno «спокойно», dalek наряду с daleko «далеко» образованы от прилагательных spokójny «спокойный» и daleczi «далёкий»; наречие terôz / terёz / terôzku «сейчас» образовано от сочетания ten rôz «этот раз».

#### Предлоги
Предлоги (przëmiono, przëmión(k)) осуществляют подчинительную синтаксическую связь внутри словосочетания и предложения. Относятся к неизменяемым служебным частям речи. Предлоги делятся на:
- первичные: na «на»; òb «через, в течение»; bez «без»; dlô «для»; z / ze «с»; za «за» и т. д.;
- производные от других частей речи: òkóm(a) «у, при, около»; strzód / postrzód / westrzód «среди»; òbòk «около, мимо» и т. д.

Одни предлоги могут сочетаться только с одним падежом, другие — с двумя и, реже, с тремя падежами (с разным значением).
Различают старые и новые предлоги. К старым относятся такие, как liczi «до, по»; ò / òb «через, в течение»; òkóm(a) «у, при, около»; (ò)króm «кроме»; pòle «под» и т. д. К новым предлогам относят среди прочих заимствования, например, из немецкого: bùten, ruten «за», «наружу»; или из литературного польского: gwòli «ради, для» и т. д.

#### Союзы
Союзы (wiązniczi, wiążënë) выполняют функцию связи между собой частей сложного предложения или однородных членов предложения. В кашубском языке союзы делятся на:
- простые: a, i, ё «и»; czё «или» и т. д.;
- сложные: dlôcz / dlôcze / dlôczego «зачем, с какой целью»; pokąd «пока, покуда» и т. д.

Различают сочинительные и подчинительные союзы, в отличие от польского языка, они менее специализированы и поэтому более многофункциональны, как, например, союзы a, i «и»; bò «потому что, так как, а то» и т. д.

#### Частицы
Частица — неизменяемая часть речи, служащая в кашубском языке для выполнения различных функций: введения вопросительных предложений — czё; выражения отрицания — nie «не»; усиления — że «же»; ограничения или выделения — le «только», jino «единственно, только»; побуждения — ko «ну-ка» и т. д. Частицы могут выполнять формообразующую функцию: в повелительном наклонении — niech «пусть»; в сослагательном наклонении — bё «бы»; при возвратных глаголах — so, sã «-ся» и т. д.

#### Междометия
Междометия (krzikniczi) в кашубском языке служат для выражения различного рода эмоций: радости — ju-cha, didlum daj, tra la la, la la; грусти — ach ò jé; удивления — wéjta le, wéj le; презрения и отвращения — be be, fùj, tfùj, tfi и т. п. Особую группу междометий составляют слова, служащие для подзывания животных, например: hiszka hisz hisz (для коней); kruszka krusz krusz или mùża mùża (для коров); mac mac (для коз); baszka basz basz (для овец); bùczka bùcz bùcz (для свиней); miska mis mis или pùjka pùj pùj (для кошек); tipka tip tip (для кур) и т. д.

### Синтаксис
Порядок слов в кашубском языке свободный при наличии некоторых ограничений. Так, например, определение чаще всего находится перед определяемым словом: kaszёbsczi jãzёk «кашубский язык», kaszёbskô porcelana «кашубский фарфор» (под влиянием польского языка позиция определения может изменяться: jãzёk kaszёbsczi, porcelana kaszёbskô), а энклитические формы местоимений никогда не размещаются в начале предложения.

Использование личного местоимения при глаголе по существу является обязательным, также является обязательной связка в именном составном сказуемом (имя при этом находится в форме именительного падежа): On je poéta «Он поэт».
Простое предложение
Среди простых предложений в кашубском языке выделяют повествовательные, вопросительные, восклицательные; односоставные и двусоставные и т. д.

Наиболее распространённая форма, по которой строятся предложения, — SVO (подлежащее — сказуемое — прямое дополнение).
Сложное предложение
Сложные предложения делятся на сложносочинённые и сложноподчинённые. Связь между составными частями сложного предложения осуществляется с помощью сочинительных союзов и союзных слов. В сложноподчинённых предложениях союз нередко может опускаться.
Отмечается многофункциональность союзов и союзных слов. Например, союз co «что» может вводить различные типы придаточных предложений: дополнительное (Jô sã ceszã, co jô to zrobił «Я рад, что я это сделал»), сказуемостное (On je taczi sóm, co jego białka «Он сам такой (же), что и (как и) его жена»), обстоятельственное причины (On sã redowôł, co on to dostôł tak tónie «Он радовался, что купил это так дёшево») и т. д.

### Словообразование
В кашубском языке наиболее типичными схемами словоформ являются: корень + нулевая флексия; корень + флексия; корень + суффикс / суффиксы + флексия; префикс + корень + флексия; префикс / префиксы + корень + суффикс / суффиксы + флексия.
Одной из особенностей словообразования в кашубском языке является сохранение сильного варьирования слов, образованных по одной модели.

К словообразовательным способам относятся: префиксальный (с помощью приставок), семантический и наиболее продуктивный суффиксальный (с помощью суффиксов).
Среди наиболее специфичных кашубских суффиксов отмечаются: -ёszcze / -iszcze и производные -czёszcze / -cziszcze, -owiszcze / -awiszcze (szёplёszcze «черенок лопаты»; mrowiszcze «муравейник»), данный суффикс чаще всего распространён среди носителей севернокашубского диалекта, в речи кашубов молодого поколения заменяется польским эквивалентом — суффиксом -isko; -ô (grёbiô / grubiô «полнота»; szёrzô «ширина»); -ota (сёchota «тишина», bёlnota «мужество, сила»); -iczé (brzozowiczé «ветвь берёзы», grochowiczé «стебли гороха»); -ajk(a), используемый для образования существительных, производных от глаголов (lizajk «льстец» — от lizac «лизать», nalinajk «назойливый человек» — от nalёnac «настаивать»), характерен прежде всего для носителей среднекашубского диалекта; -aw(a) (burzawa «метель»), -ёc(a) (wróblёca «воробьиха») и другие. Среди специфичных кашубских префиксов отмечаеся архаичный префикс są со значением беременности у животных: sąkocô / sąkotnô «сукотная, суягная».
Для кашубского языка характерно образование большого числа деминутивов: gołąbk (от gołąb «голубь»), daleczczi (от daleczi «далёкий»), szёroczk (от szёrok / szёroko «широко») и т. п.
Развитие публицистического и научного стилей, отмечаемое в современном кашубском языке, создаёт условия для активизации слово- и основосложения.

### Лексика

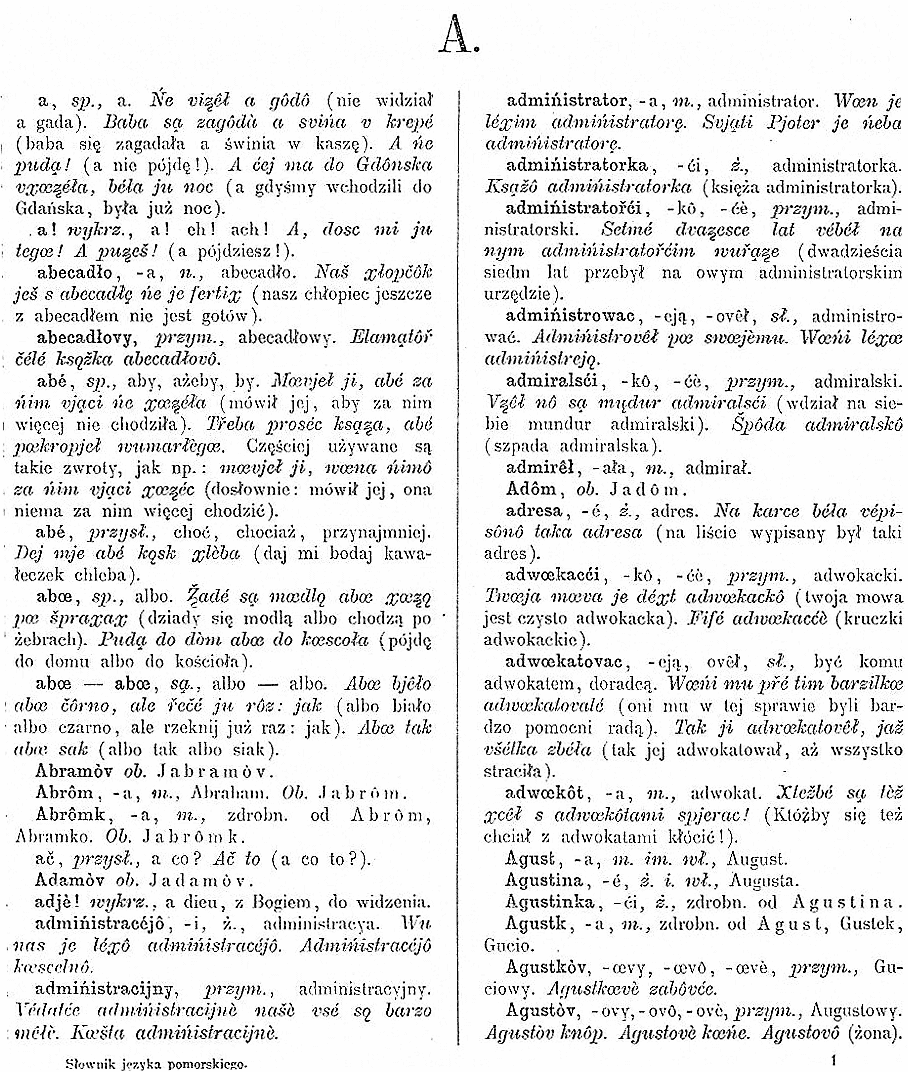
Страница из кашубского словаря Стефана Рамулта

Для лексики кашубского языка характерно сохранение большого числа общеславянских архаизмов, утраченных в других областях славянского ареала, а также сохранение ряда общелехитских архаизмов. Наиболее архаичной является лексика севера и северо-запада Кашубии, где целый ряд слов находит свои параллели в полабском и лужицких языках, включая как общность лексем, так и одинаковые структуры номинаций: stari tatk «дедушка» при полабск. stóre l’ólə и в.-луж. stary nan. Среди общеславянских архаизмов, отмечаемых в кашубском языке, представлены архаизмы, которые сохранились на периферии славянского ареала, помимо кашубского, они также известны в полабском, лужицких и южнославянских языках, например, кашубско-лужицко-южнославянская изолекса káłp, kałṕ «морской лебедь», восходящая к периоду балто-славянской общности. Некоторые лексические архаизмы объединяют кашубские диалекты с восточнославянскими языками: czôrmësłë «коромысло»; rzëbina «рябина»; radiska «редиска»; môłniô «молния без грома» — последнее слово известно и в других славянских языках.
Языковые контакты с балтами обусловили появление в кашубском языке таких заимствований, как: kadik «можжевельник»; jô(p)sc «барсук», возможно, из прус. obsidis и т. д.
В результате продолжительных контактов с немецким языком в кашубском появилось довольно много (около 5 % всего словарного состава) немецких заимствований, большая часть из которых пришла в кашубский из нижненемецких диалектов колонистов. Германизмы стали проникать в славянские диалекты Поморья в сравнительно раннее время — ещё до принятия христианства (до X века). К немецким заимствованиям в кашубском относят такие слова, как brutka «невеста» (нем. Braut); kątor, kątornica «жаба» (др.-нем. Kunter, Kunder, Konter «чудовище, дьявол»); dana «сосна» (нем. Tanne); gbur «хозяин»; draszowac «молотить»; knôp «мальчик»; krëp «кормушка»; ridowac «ехать верхом»; wancka «клоп» (нем. Wanze) и многие другие. Нередко слова немецкого происхождения становились объектом словообразования: flёszer «мясник» (нем. Fleischer) — flёszerka «жена мясника» — flёszerski «относящийся к мяснику» — flёszerstwo «мясная лавка»; flaba «рот, морда» (нем. Flabbe, Flabb) — flabotac «говорить беспрестанно» и т. п. Среди кашубских литераторов отмечается разное отношение к немецким заимствованиям: от частого употребления германизмов (А. Будиш (A. Budzisz), Я. Билот (J. Bilot) и Я. Джежджон) до их неприятия, выражающегося в поиске кашубских соответствий германизмам, создании вместо них неологизмов или в замене германизмов заимствованиями из других славянских языков (богемизмами, русизмами и т. д.), которое встречается, например, в творчестве А. Лябуды и в переводах Евангелия Ф. Гручи. В распространении германизмов отмечаются ареальные различия: на севере и западе Кашубии шире представлены заимствования из нижненемецких диалектов, а на остальной территории сильнее проявилось влияние немецкого литературного языка. Со второй половины XX века германизмы (особенно те, которые отражают реалии, связанные с административным устройством, общественно-культурной жизнью и т. п.) стали вытесняться заимствованиями из польского языка.
В кашубском языке представлено большое число полонизмов, не имеющее ограничений ни по частям речи, ни по семантике: stosunek «отношение» (при кашубск. uproсёmnienié); znamię «признак, знак» (при кашубск. znanka); niedola «горькая доля» (при наличии кашубск. biéda); racja «правота, истина» (при кашубск. prôwda); również «также» (при кашубск. téż); szczególnie «особенно» (при кашубск. osoblёwie) и т. д. Заимствования из польских диалектов начинают проникать в диалекты Поморья уже на ранних этапах их формирования (приблизительно с XI века), позднее заимствовалась лексика из польского литературного языка.
Также в кашубском имеется некоторое число заимствований из русского языка: drёch (рус. друг); bies «злой дух» (рус. бес); sobaka «колдунья, ведьма» (при рус. собака); barachło (рус. барахло) и т. д.
Из архаизмов, ранее известных и польскому, и кашубскому языкам, но сохранившимся только в кашубском, отмечаются: bora «силач»; długosz «дылда, человек высокого роста»; kórzcziew / kórzczwia / kórzcziewka «большая деревянная ложка» и другие. К словам собственно кашубской лексики относятся: moklëzna / zmoklëzna «пот»; sënówc «зять»; przëdôcô «приданое» и т. д. Кроме того, среди особенностей кашубской лексики отмечаются слова, связанные с традиционными занятиями кашубов, с природными условиями Кашубии и т. п., например, множество производных от слова morzé «море»: morztwo «рыбаки»; mòrzëszcze «песчаная территория, которая некогда была занята морем»; mórka «ветер с моря»; morzëca «морская русалка»; morzawa, morzawica «сильный ветер с моря»; деминутивы от morzé — mórko, morzkô, morzëczko, morzuszko и многие другие слова.
В кашубском языке отмечается ряд слов-интернационализмов: teater «театр»; telefón «телефон»; tëlpa, tëlpón «тюльпан»; policëjô «полиция»; szport «спорт» и т. д. Отмечаются случаи, когда некоторые кашубские писатели (например, Я. Трепчик) заменяют интернационализмы словами, созданными на основе исконной кашубской лексики: jistnota «абсолют»; òdsek «абзац»; òstrowina «архипелаг»; nowiôrz «инноватор» и т. д. Нередко интернациональная лексика усваивается путём добавления к её основам кашубских аффиксов, например, суффикса ‑ëzna в таких словах, как egiptolodżëzna «египтология»; elektromagnétëzna «электромагнетизм»; feùdalëzna «феодализм»; либо формируются кальки: полностью — wiodroùstôw «аэростатика»; samòzarwanié «автоинфекция, заражение» — или частично — òczny doktór «офтальмолог».
Собирание кашубской лексики началось в XIX веке. Первыми, кто собрал по несколько десятков кашубских слов, были польский священник К. Ц. Мронговиуш и российский учёный П. И. Прейс. Первый кашубский словарь, включавший около 1200 слов, был составлен А. Ф. Гильфердингом. Небольшой словарик составил И. Дердовский. Словарь Г. Поблоцкого (G. Pobłocki), изданный в 1887 году, содержал около 1700 слов. В 1891 году вышел компилятивный словарь Л. Бискупского (L. Biskupski) на 3000 слов, а в 1893 году в Кракове был издан сравнительно большой словарь С. Рамулта в 14 000 слов (Słownik języka pomorskiego czyli kaszubskiego). Перед Второй мировой войной над кашубским словарём работал Ф. Лоренц, который, однако, не успел его издать сам, публикация этого словаря произошла в Германии уже после его смерти. В 1960 году в Польше был издан маленький кашубско-польский словарь А. Лябуды, а в 1967—1973 годах вышел шеститомный словарь кашуба Б. Сыхты (B. Sychta).
В конце XX века были изданы двухтомный польско-кашубский словарь Я. Трепчика под редакцией Е. Тредера (J. Treder) и шеститомный этимологический словарь кашубского языка (Słownik etymologiczny kaszubszczyzny) под редакцией Х. Поповской-Таборской (H. Popowska-Taborska) и В. Борыся.

## История изучения
К первым сообщениям о славянских диалектах Поморья, появившимся на рубеже XVIII—XIX веков и в первой половине XIX века, относят заметки и попытки исследований языка кашубов, сделанные слупским пастором Христианом Вильгельмом Хакеном, швейцарским путешественником Иоганом Бернулли, пастором из Цеценово Готлибом Леберехтом Лореком (Gottlieb Leberecht Lorek), гданьским священником Кшиштофом Целестином Мронговиушом, немецким учёным Карлом Готлибом фон Антоном и русским славистом П. И. Прейсом, автором доклада «О кашубском языке» министру народного просвещения в 1840 году.
Начало всестороннего изучения кашубского языка связано с деятельностью в середине XIX века Ф. Цейновы, который пытался пробудить у кашубов национальное и общеславянское самосознание, создать письменность и литературную норму для кашубского языка.
Ф. Цейнова стал автором первого алфавита, первой орфографии и первых грамматик кашубского языка. Одна из грамматик (Zarés do grammatikj kaszébsko-slovjnskjè mòvé) была издана в 1879 году. Другая, оставшаяся в рукописи, была создана в 1840-е годы с опорой на родной говор Ф. Цейновы (говор села Славошино) и говоры окрестностей Вейхерова, Картуз, Косцежины, Лемборка и Бытува; она была обнаружена только в 1994 и издана в 1998 году. Ф. Цейнова стал первым автором, писавшим на кашубском (первые книги он издаёт в 1850—1851 годах, первый кашубский журнал — в 1866—1868 годах). Своей деятельностью Цейнова привлёк к славянским говорам Поморья внимание лингвистов из других стран. Одним из первых учёных, проявивших интерес к кашубскому языку, был российский славист А. Ф. Гильфердинг, посетивший Гданьское Поморье в 1856 году. Результаты своих исследований он опубликовал в работе «Остатки славян на южном берегу Балтийского моря» 1862 года, которая стала первой научной работой, дающей описание кашубского языка. А. Ф. Гильфердинг предложил одну из первых классификаций поморских диалектов, разделив их на словинские и кашубские (в кашубских в свою очередь выделил померанские и западнопрусские).
После А. Ф. Гильфердинга во второй половине XIX века и на рубеже XIX—XX веков Кашубию с целью изучения кашубского языка посещали польские учёные Л. Бискупский, А. Парчевский, Ю. Ленговский, С. Рамулт, финский славист И. Ю. Миккола, немецкий славист Ф. Лоренц, интересовались кашубским языком лужицкие учёные Я. А. Смолер, А. Мука и Г. Брониш. Работы, посвящённые кашубскому языку, издавали П. А. Лавровский, Г. Поблоцкий, И. А. Бодуэн де Куртене, Я. Карлович и другие исследователи.
Значительный вклад в изучение кашубского языка внёс немецкий славист Ф. Лоренц. На раннем этапе своей научной деятельности он занимался исследованием словинских говоров. Его работы, опубликованные Петербургской академией наук, включили словинскую грамматику (Slovinizische Grammatik, 1903), собрание текстов (Slovinizische Texte, 1905) и словарь (Slovinizisches Wörterbuch, 1908—1912). Позднее, в 1919 году Лоренц издаёт кашубскую грамматику (Kaschubische Grammatik), собрание кашубских текстов (Teksty pomorskie (kaszubskie), 1912—1925) и поморскую грамматику (Gramatyka Pomorska, 1927—1937, переиздана в трёх томах, 1958—1962). В 1925 году он составил подробную классификацию кашубского языка, выделив в его составе более 70 говоров, ряд вымерших говоров кашубского языка известны только по записям, сделанным Лоренцом.
Продолжил дело Ф. Лоренца немецкий учёный Ф. Хинце, он доработал и издал рукопись поморского словаря (Pomoranisches Wörterbuch) в нескольких томах уже после смерти Ф. Лоренца (первый том был издан в 1958 году).
В начале и середине XX века М. Рудницким, Л. Заброцким, З. Соберайским (Zenon Sobierajski), Л. Мошинским, Л. Роппелем и другими исследователями издавались работы, посвящённые практически уже исчезнувшим к тому времени словинским говорам.
Генетические связи кашубского с остальными лехитскими языками рассматривали в своих работах К. Нич, Я. Розвадовский и З. Штибер.
В 1964—1978 годах был издан 15-томный «Атлас кашубского языка и соседних диалектов» (Atlas językowy kaszubszczyzny i dialektów sąsiednich) под редакцией З. Штибера (вступление и тома I—VI) и Г. Поповской-Таборской (тома VII—XV). Исследованиями были охвачены 104 кашубских и 82 соседних польских (в Крайне, Борах Тухольских, Кочевье, Куявах, Хелминской земле и Повисленье) населённых пункта, в состав атласа вошли 750 карт, отражающих явления всех языковых уровней.
Кашубская тематика затрагивалась в работах советских лингвистов: А. М. Селищева, Н. А. Кондрашова, С. Б. Бернштейна, А. Е. Супруна и А. М. Калюты.
Вторая половина XX века была отмечена деятельностью А. Лябуды, Б. Сыхты, З. Тополинской, Я. Трепчика, Г. Поповской-Таборской, А. Д. Дуличенко, К. Хандке, Э. Брезы, Е. Тредера и других исследователей кашубского языка.
А. Лябуда, Б. Сыхта и Я. Трепчик известны как составители словарей кашубского языка.
Изучением кашубской ономастики занимались Э. Жетельская-Фелешко, Е. Дума (Jerzy Duma), С. Козеровский, Х. Гурнович (Hubert Górnowicz).
Работы З. Тополинской посвящены исторической фонологии кашубского языка. Вопросы фонологии и диалектологии рассматривал в своих работах П. Смочинский. Г. Поповская-Таборская, помимо составления в соавторстве с В. Борысем 5-томного кашубского этимологического словаря, также известна работами по фонологии, морфологии, лексикологии, диалектологии и истории кашубского языка. Ряд работ, посвящённых кашубской фонологии, морфологии и лексикологии, издан К. Хандке. Вопросы кашубской морфологии отражены в работах М. Цыбульского. Изучением акцентологии занимался Т. Лер-Сплавинский. Как малый литературный язык в работе «Славянские литературные микроязыки» кашубский рассматривает А. Д. Дуличенко, он же является автором описания кашубского языка в российском издании «Языки мира». Исследования языка кашубской эмиграции в США публикует Я. Перковский. Проблемам становления литературного кашубского языка посвящены работы Э. Голомбека и Э. Сятковской (Ewa Siatkowska).
Эдвард Бреза в 1982 году в соавторстве с Ежи Тредером издаёт «Кашубскую грамматику» (Gramatyka kaszubska. Zarys popularny), его исследования посвящены прежде всего кашубской письменности, топонимике, проблемам статуса кашубского языка, языковой ситуации в Кашубии, проблемам формирования литературного языка и т. д.
Многочисленные работы Е. Тредера касаются самых разных областей кашубистики: истории изучения языка, истории развития и формирования литературного языка, особенностей языка кашубских литераторов (Я. Трепчика, А. Лябуды, И. Дердовского, Л. Хейке, А. Майковского и других), социолингвистической ситуации в Кашубии, фонологии, морфологии, фразеологии, диалектологии и т. д.

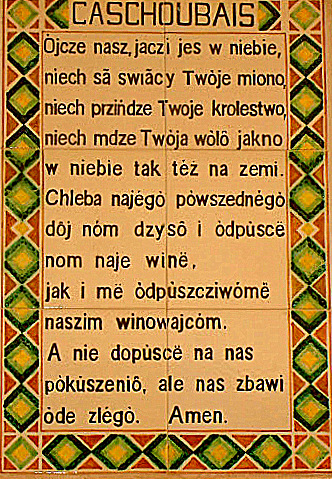
«Отче наш» по-кашубски в иерусалимском католическом храме Pater noster

## Пример текста
«Отче наш»:
Òjcze nasz, jaczi jes w niebie,

niech sã swiãcy Twòje miono,

niech przińdze Twòje królestwò,

niech mdze Twòja wòlô

jakno w niebie tak téż na zemi.

Chleba najégò pòwszednégò dôj nóm dzysô

i òdpùscë nóm naje winë,

jak i më òdpùszcziwómë naszim winowajcóm.

A nie dopùscë na nas pòkùszeniô,

ale nas zbawi òde złégò. Amen